# Tour d'Italie féminin 2019
La 30e édition du Tour d'Italie féminin (Giro Rosa en italien) a lieu du 5 au 14 juillet 2019. La course fait partie de l'UCI World Tour féminin. L'intégralité de la course se déroule en Italie du Nord. Le départ est donné de Cassano Spinola tandis que l'arrivée est située à Udine. 
La formation Canyon-SRAM remporte le contre-la-montre par équipes inaugural rendant hommage à Fausto Coppi. Katarzyna Niewiadoma prend le maillot rose. Marianne Vos s'impose dans la côte finale de la deuxième étape. Elle récidive dans la troisième étape en devançant dans les derniers mètres Lucy Kennedy. Le lendemain, une échappée de trois Italiennes se dispute la victoire. Letizia Borghesi gagne pour un boyau devant Nadia Quagliotto. La cinquième étape est celle reine. La favorite Annemiek van Vleuten répond présente en attaquant dès le pied de la dernière ascension pour aller s'imposer. Elle prend trois minutes d'avance et le maillot rose par la même occasion. Le contre-la-montre individuel la sacre une seconde fois. Malgré les nombreuses attaques, la septième étape se joue dans la dernière côte. Marianne Vos démontre de nouveau sa supériorité dans ce type d'effort. La huitième étape voit une échappée se jouer la victoire. Elizabeth Banks s'en extrait s'impose. La neuvième étape est une arrivée au sommet. Anna van der Breggen et Annemiek van Vleuten s'y livrent bataille. Si la seconde semble avoir fait le plus dur jusqu'au dernier kilomètre, Anna van der Breggen démontre qu'elle a mieux gérer son ascension et lève les bras. La dernière étape est gagnée par Marianne Vos dans un sprint montant. Au classement général, Annemiek van Vleuten s'impose largement. Elle gagne aussi les classements par points et de la montagne. Le podium est complété par Anna van der Breggen et Amanda Spratt, coéquipière de Van Vleuten. Juliette Labous est la meilleure jeune et Elisa Longo Borghini la meilleure italienne. La formation WNT gagne le classement par équipes.

## Présentation

### Parcours
Le parcours est considéré comme particulièrement difficile et montagneux. Pour célébrer le centenaire de la naissance de Fausto Coppi, la première étape de la course disputée sous la forme d'un contre-la-montre par équipes de 18 kilomètres, se termine à Castellania, ville natale du coureur. La deuxième étape est légèrement vallonnée et semble idéale pour les baroudeuses. La troisième étape est relativement plate, mais se termine en côte à Piedicavallo. La quatrième étape est vallonnée. La cinquième étape est l'étape reine. La montée vers le col de Gavia à 2 600 m d'altitude est prévu par les organisateurs, mais à cause du mauvais état de la route, il décide la semaine précédant la course de déplacer l'arrivée vers Laghi di Cancano. Le lendemain, un contre-la-montre en montée attend les concurrentes. La septième étape est de la moyenne montagne avec de nombreuses montées. Elle semble piégeuse. La huitième étape comporte deux cols dont la montée vers Andreis qui avait dessiné le classement général dès la deuxième étape en 2017. La neuvième étape est une véritable arrivée au sommet à Montasio. La dernière étape est en comparaison facile avec une côte à une vingtaine de kilomètres de l'arrivée avant la descente finale.

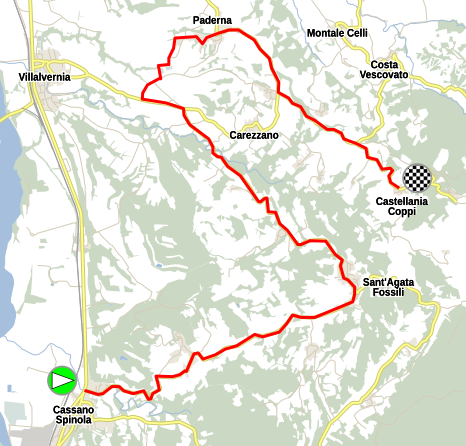
Première étape  - Partie en ligne de la course
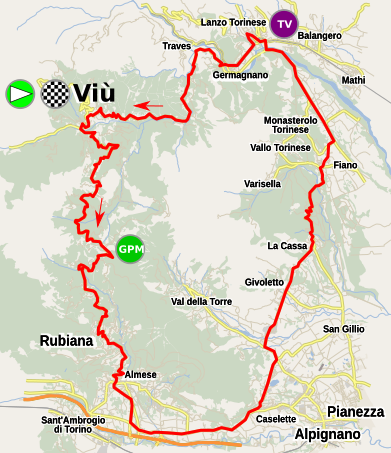
Deuxième étape  - Partie en ligne de la course
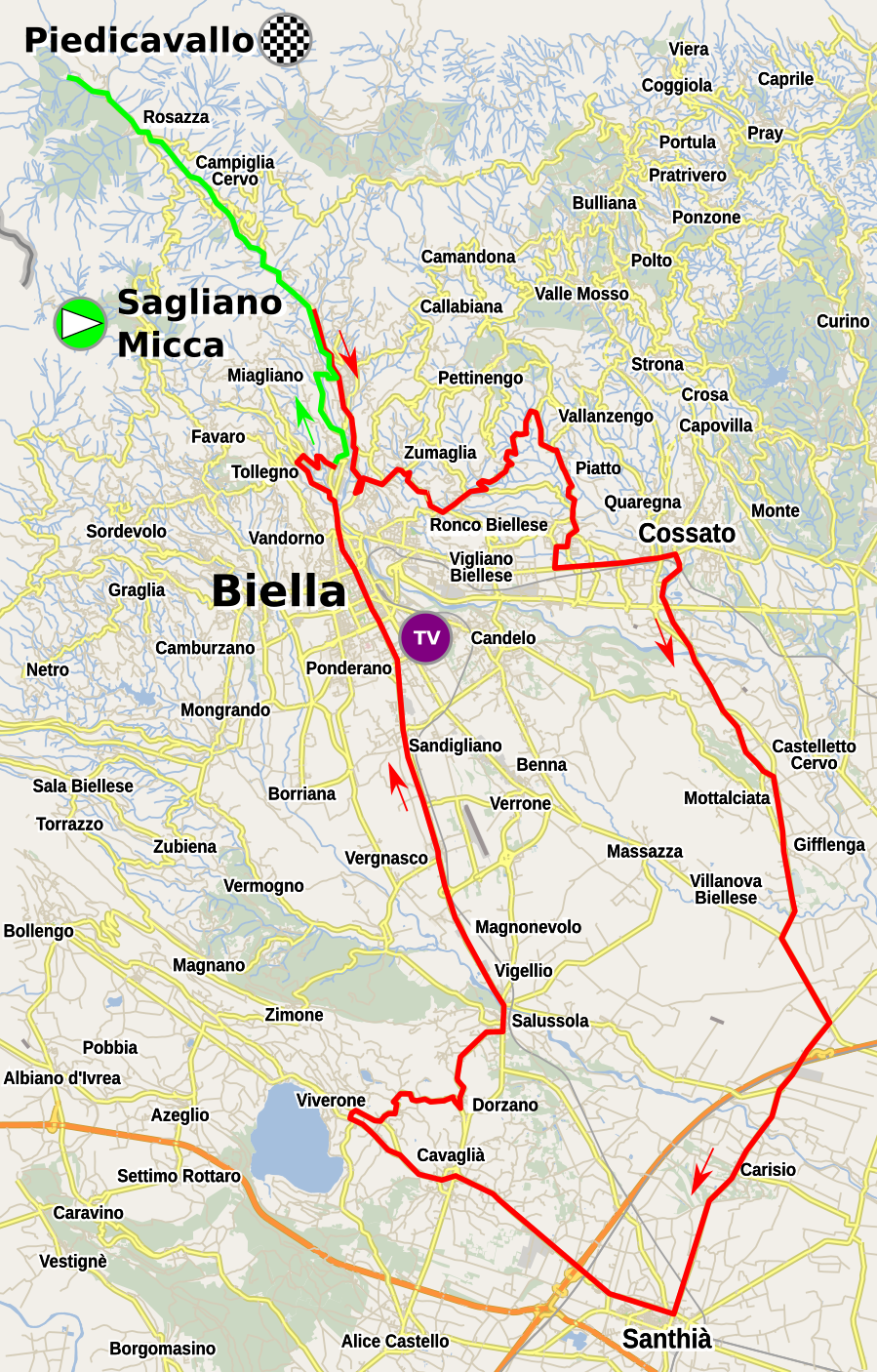
Troisième étape  - Partie en ligne de la course - Final
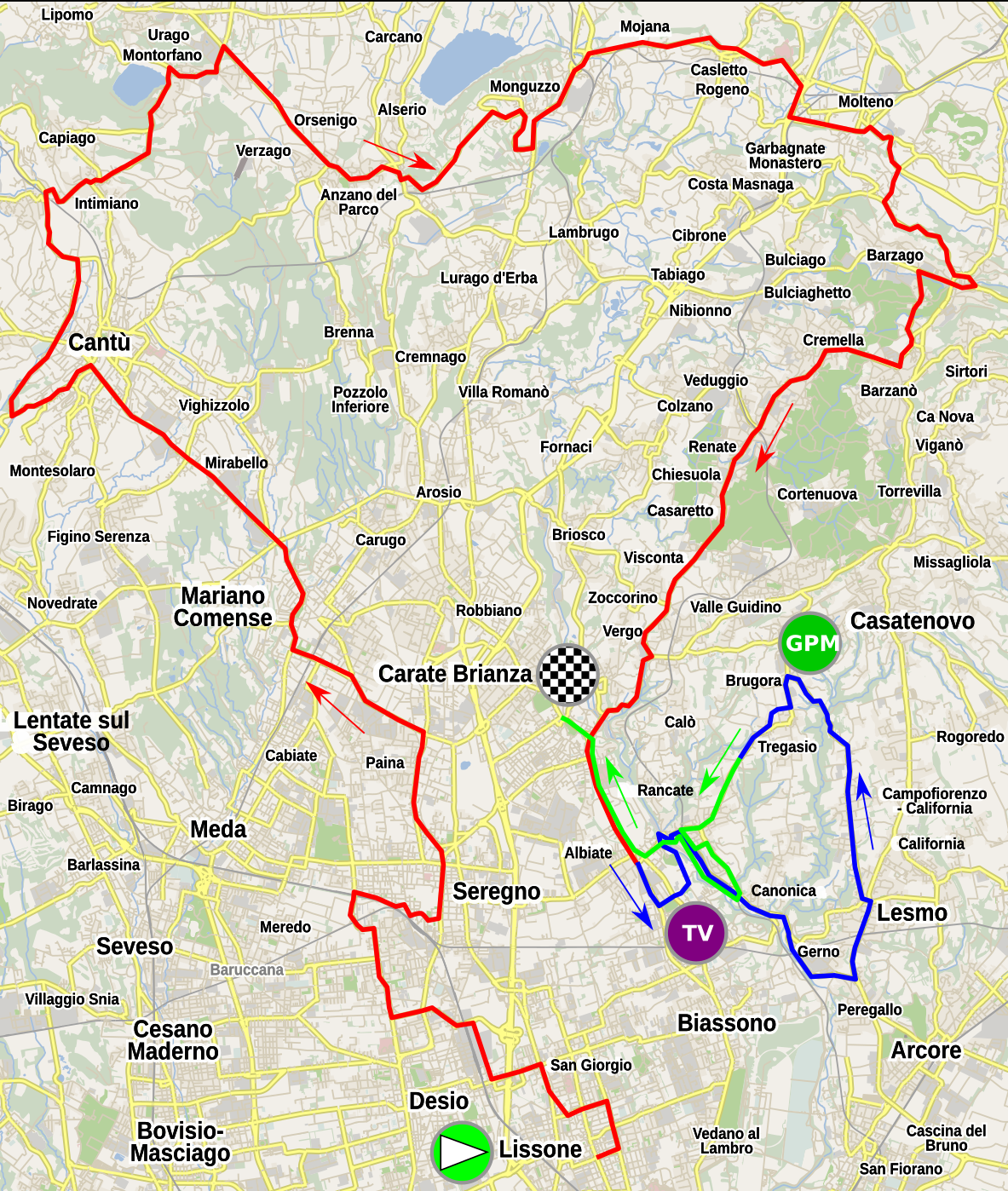
Quatrième étape  - Partie en ligne de la course - Circuit intermédiaire - Final
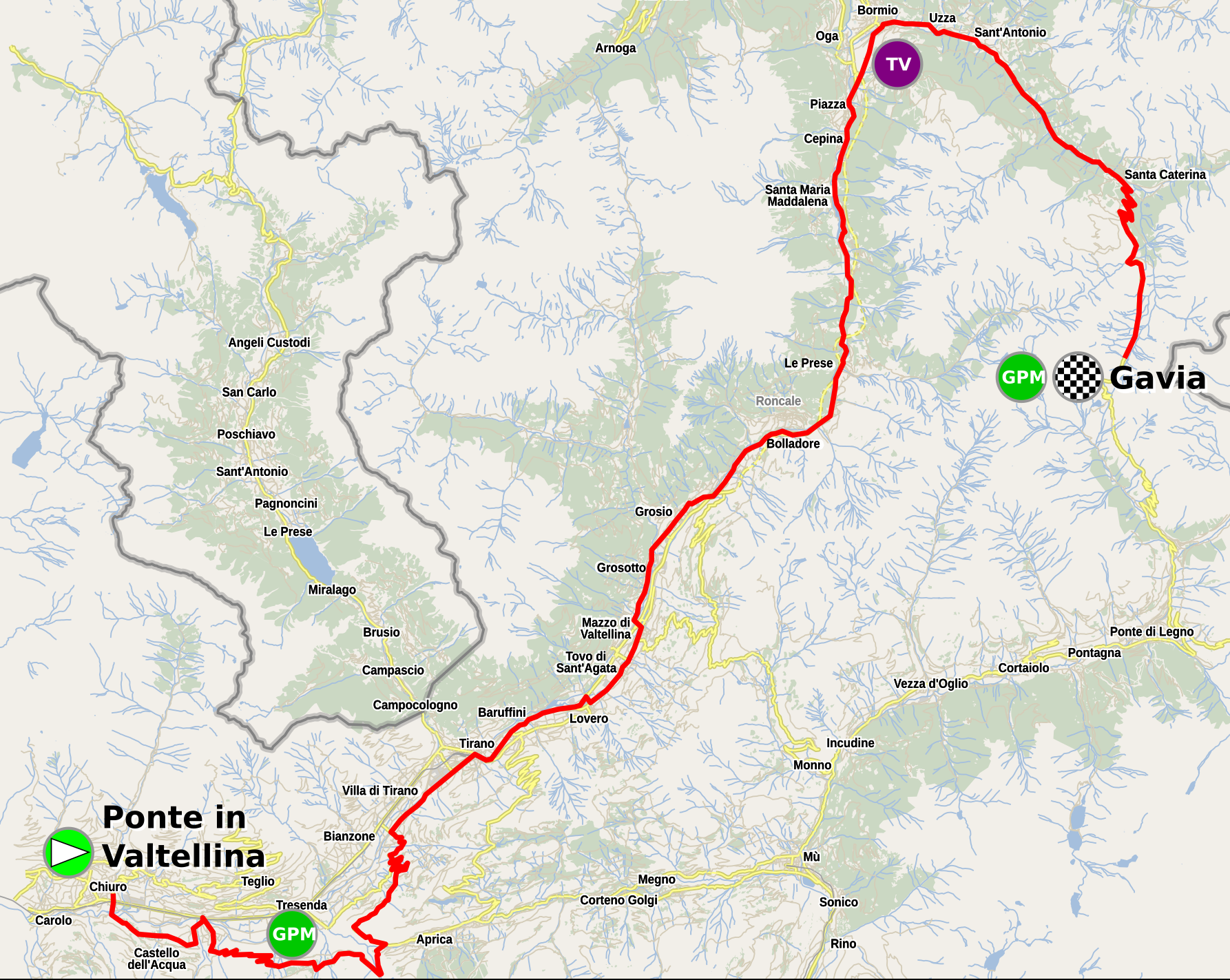
Cinquième étape  - Partie en ligne de la course
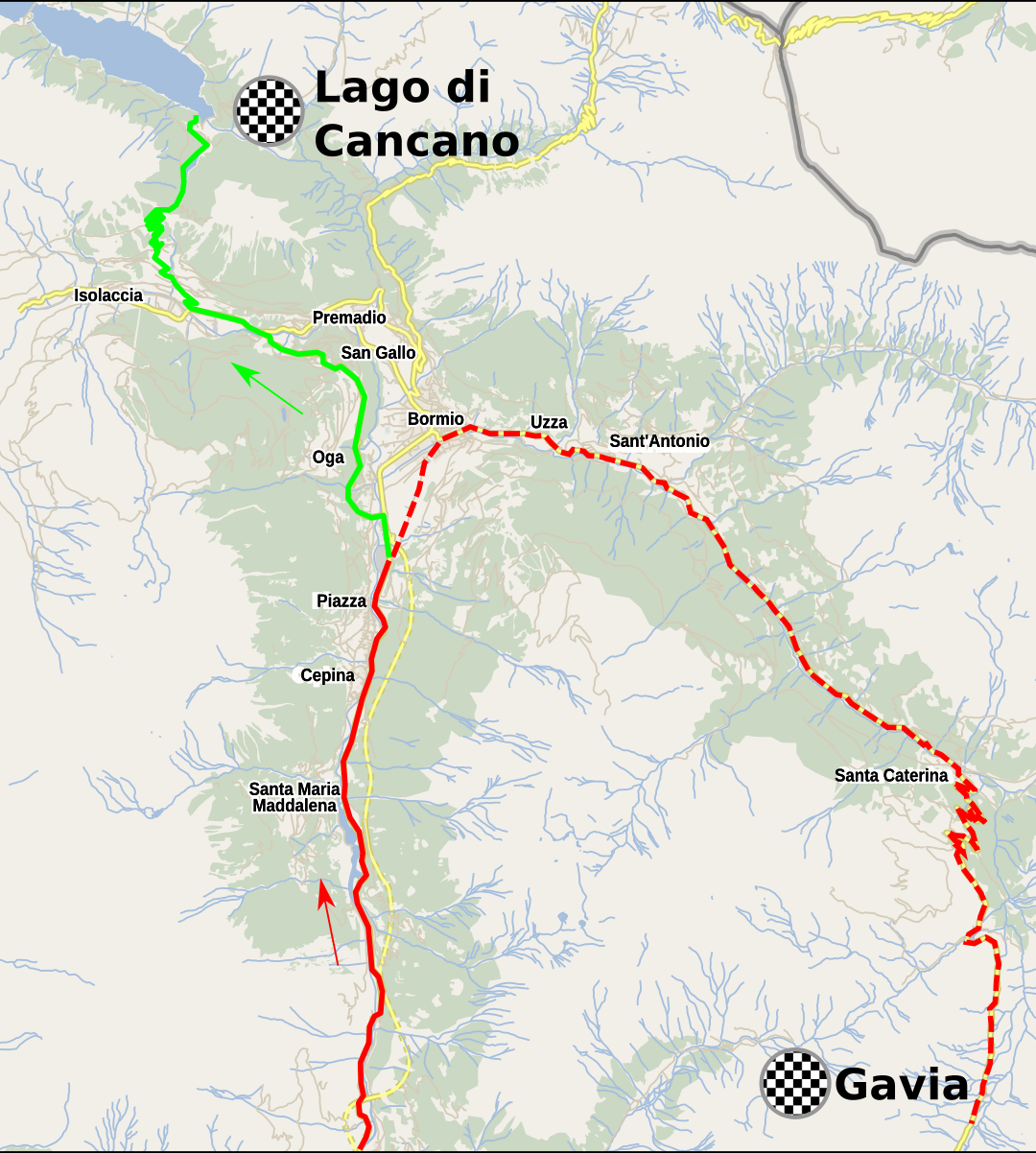
Final modifié de la cinquième étape  - Partie en ligne de la course - Final annulé - Final modifié
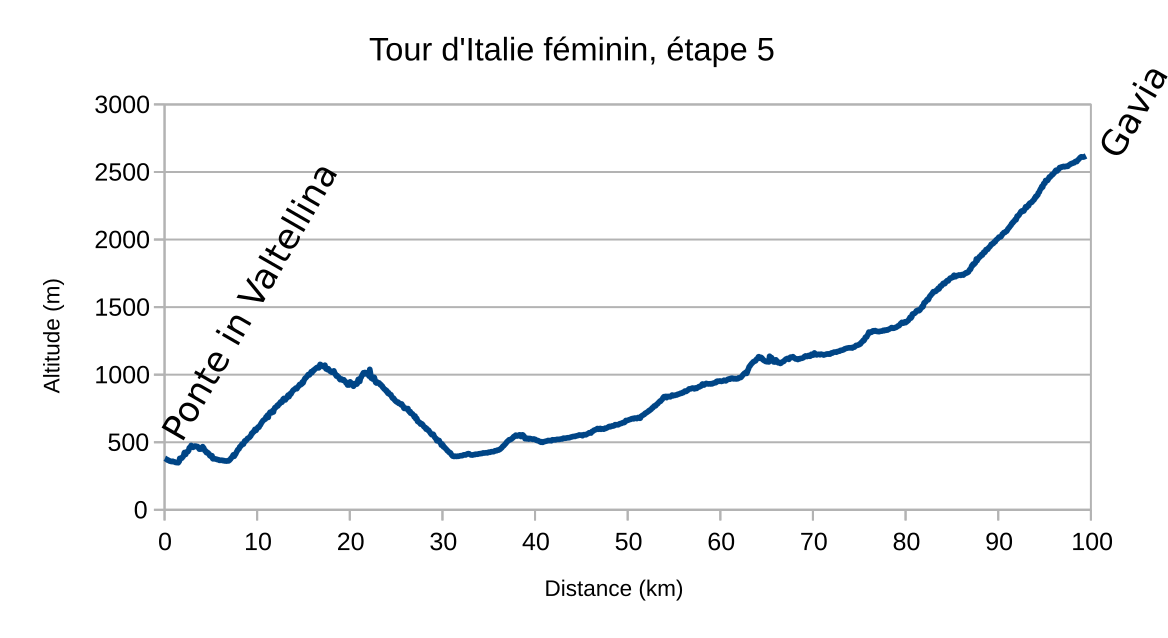
Profil de la cinquième étape avec son parcours initial
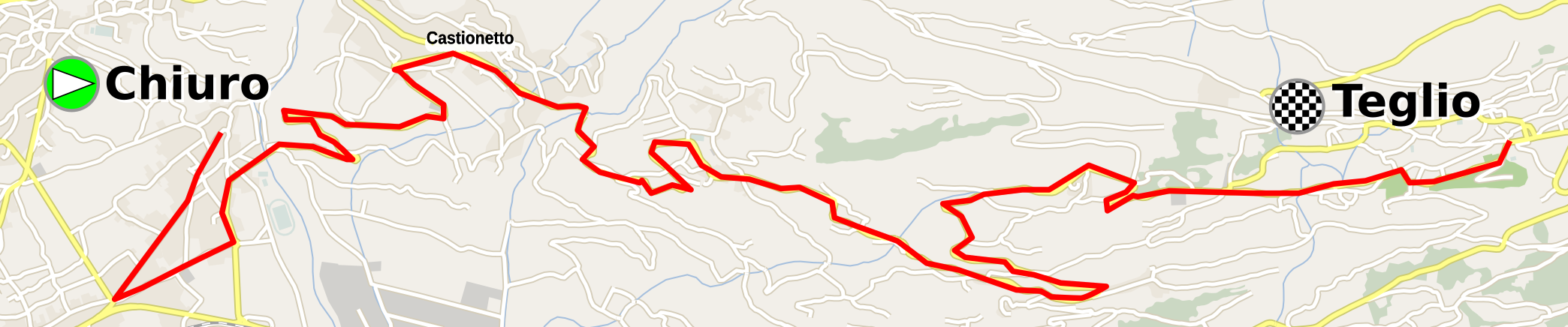
Sixième étape  - Partie en ligne de la course
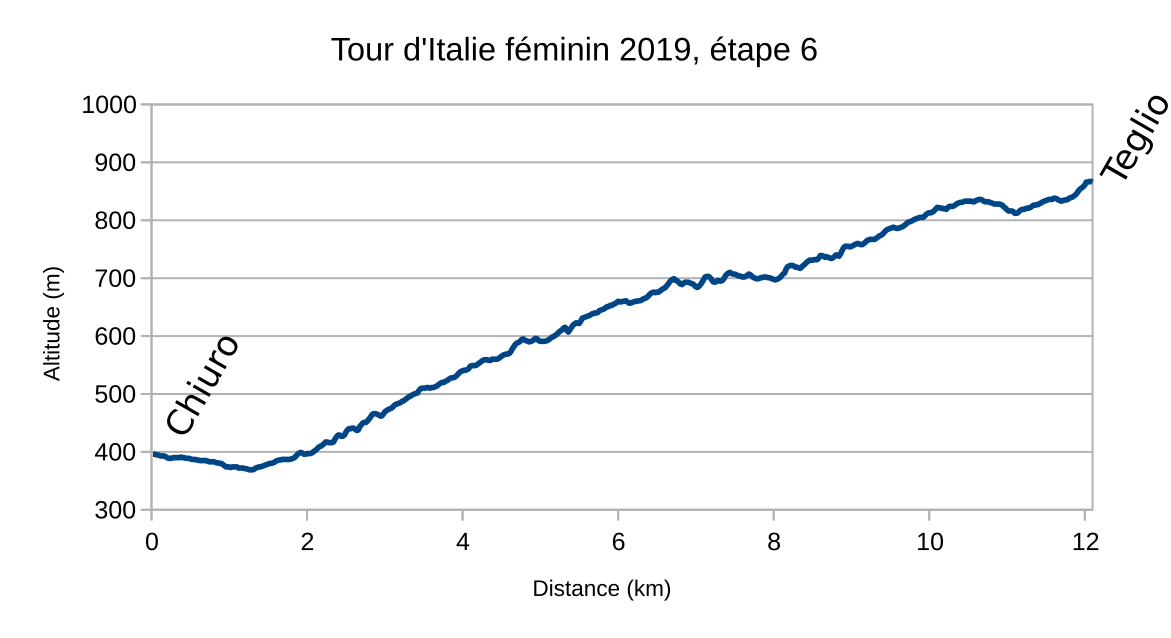
Profil de la sixième étape
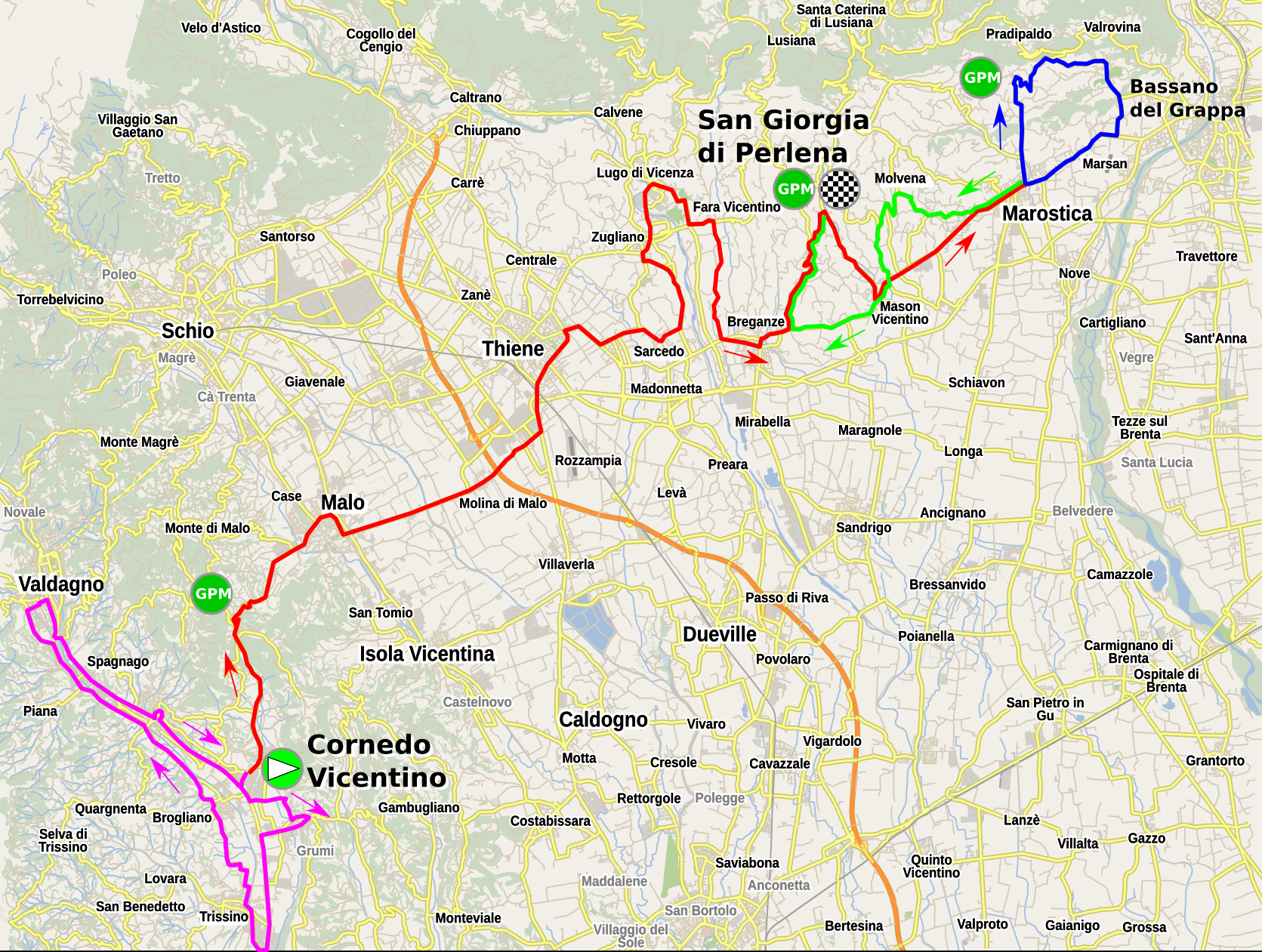
Septième étape  - Circuit initial - partie intermédiaire - Circuit - Final
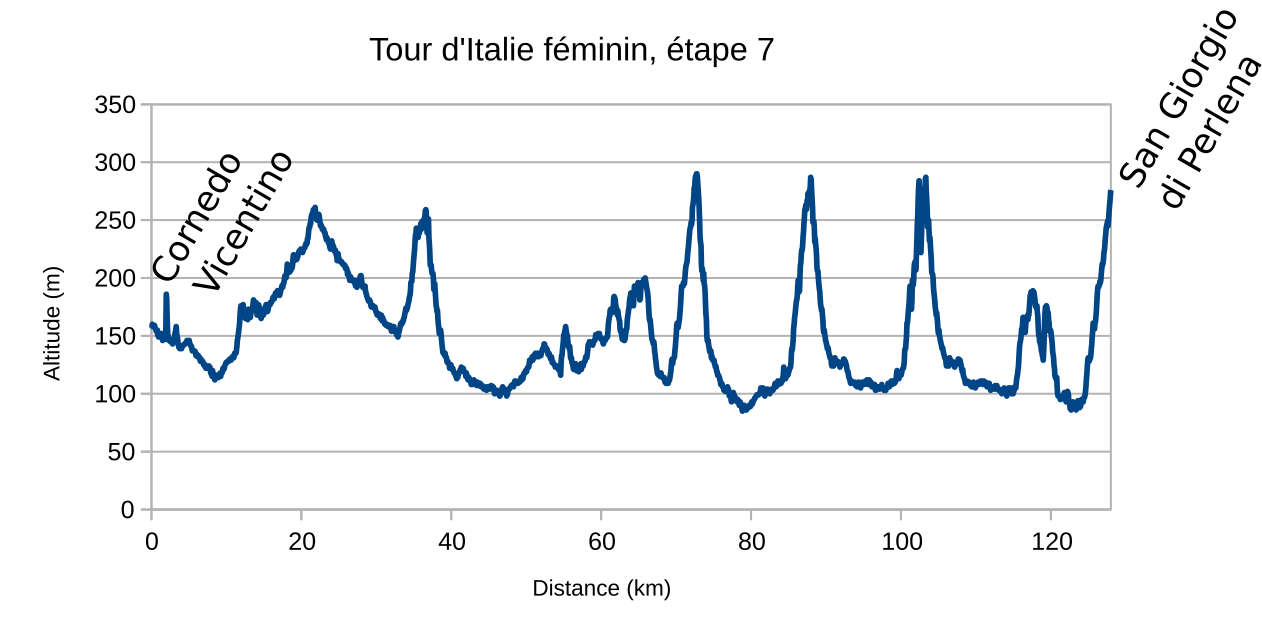
Profil de la septième étape
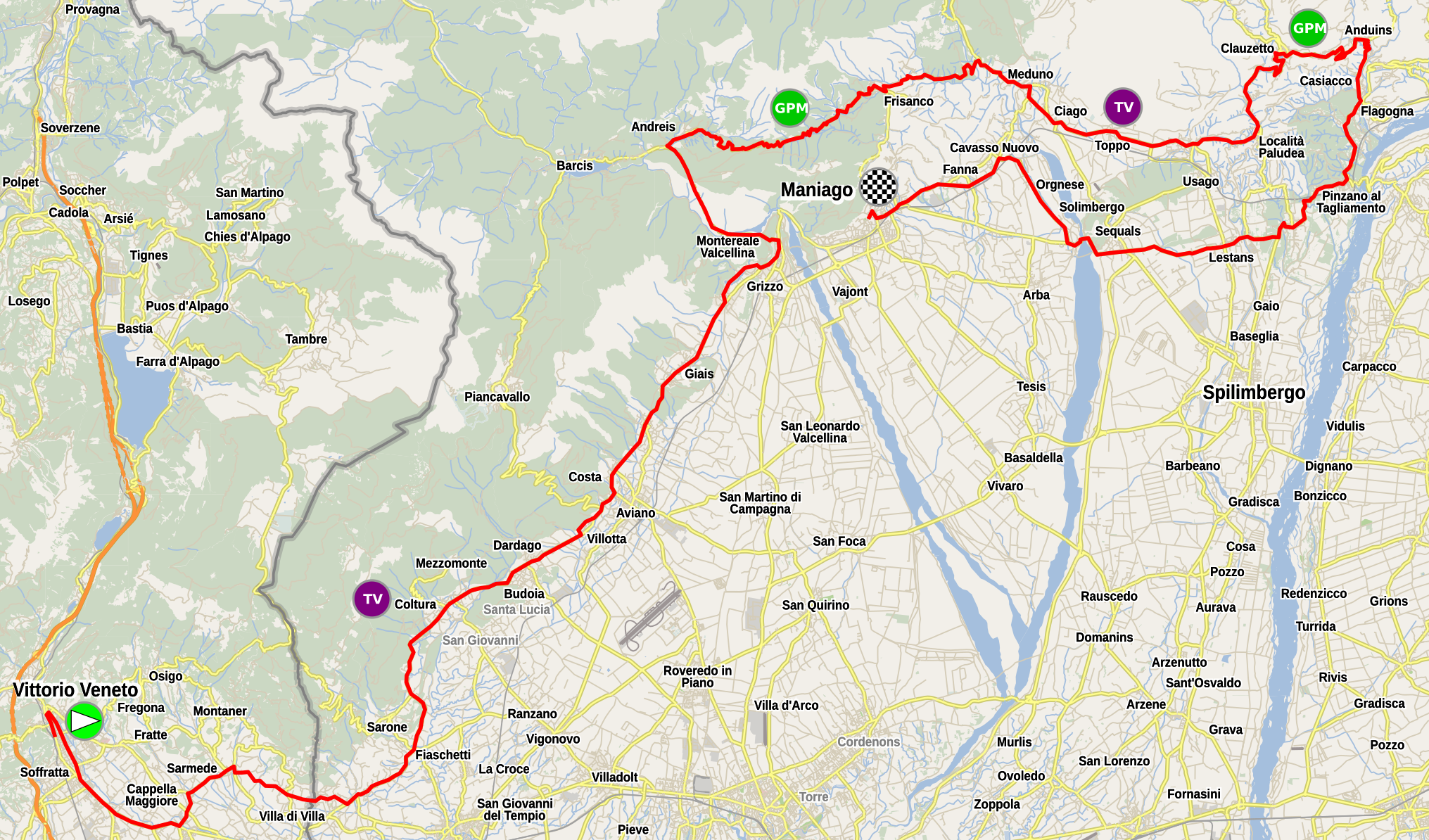
Huitième étape  - Parcours en ligne
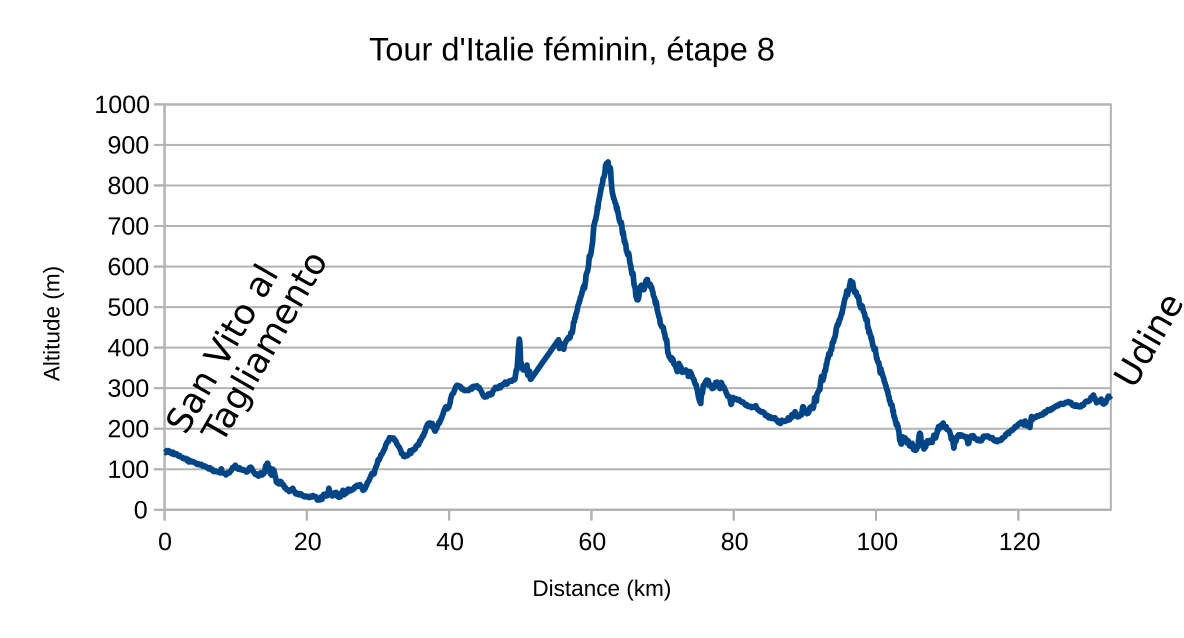
Profil de la huitième étape
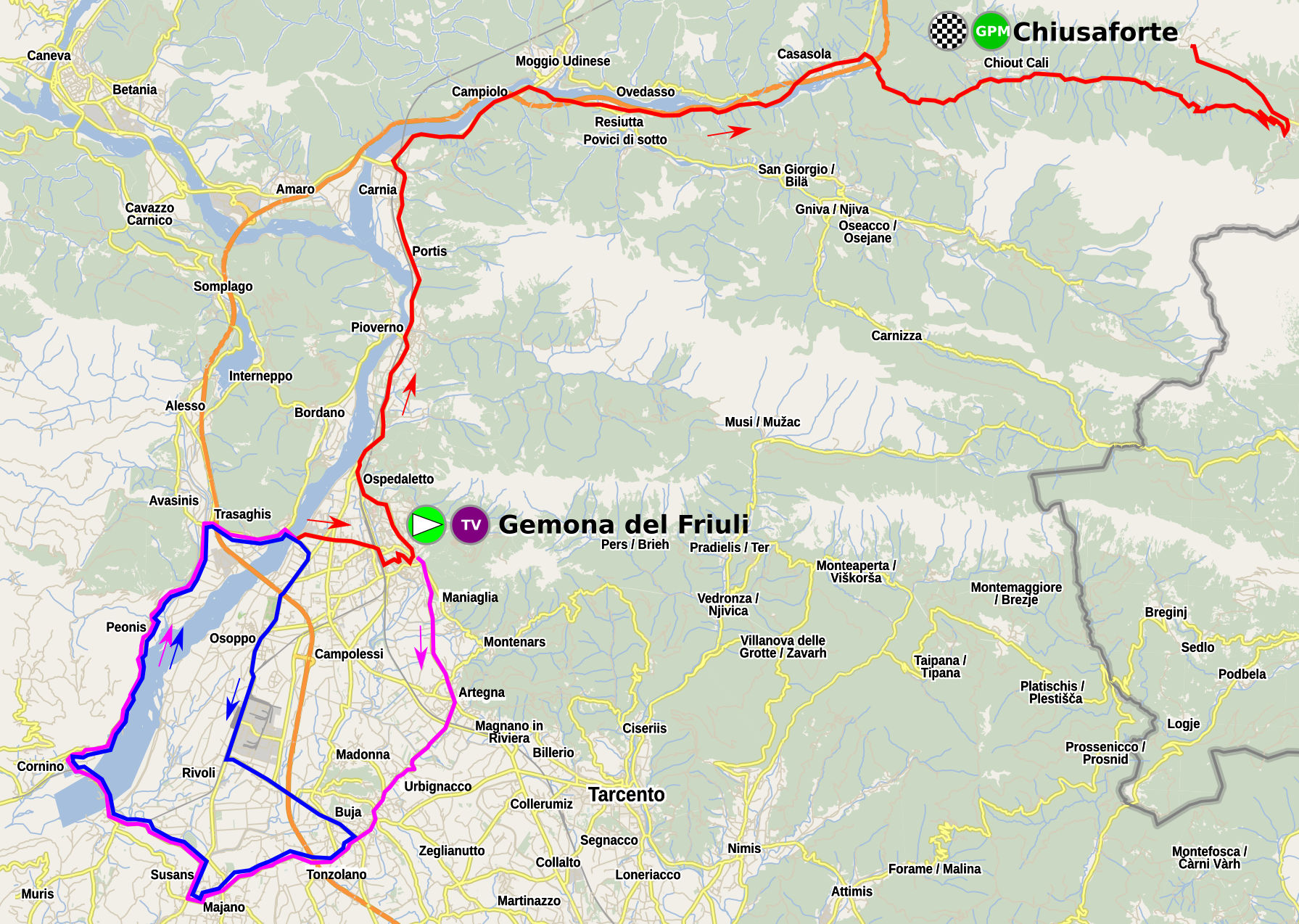
Neuvième étape  - Circuit initial - Circuit intermédiaire - Partie finale
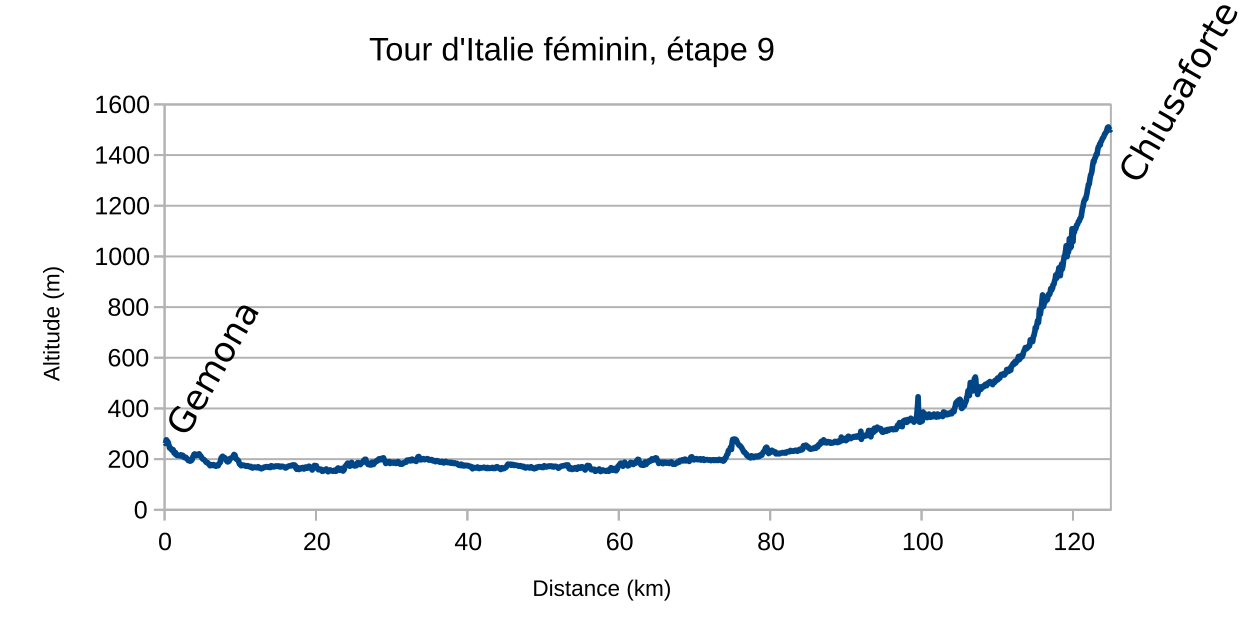
Profil de la neuvième étape
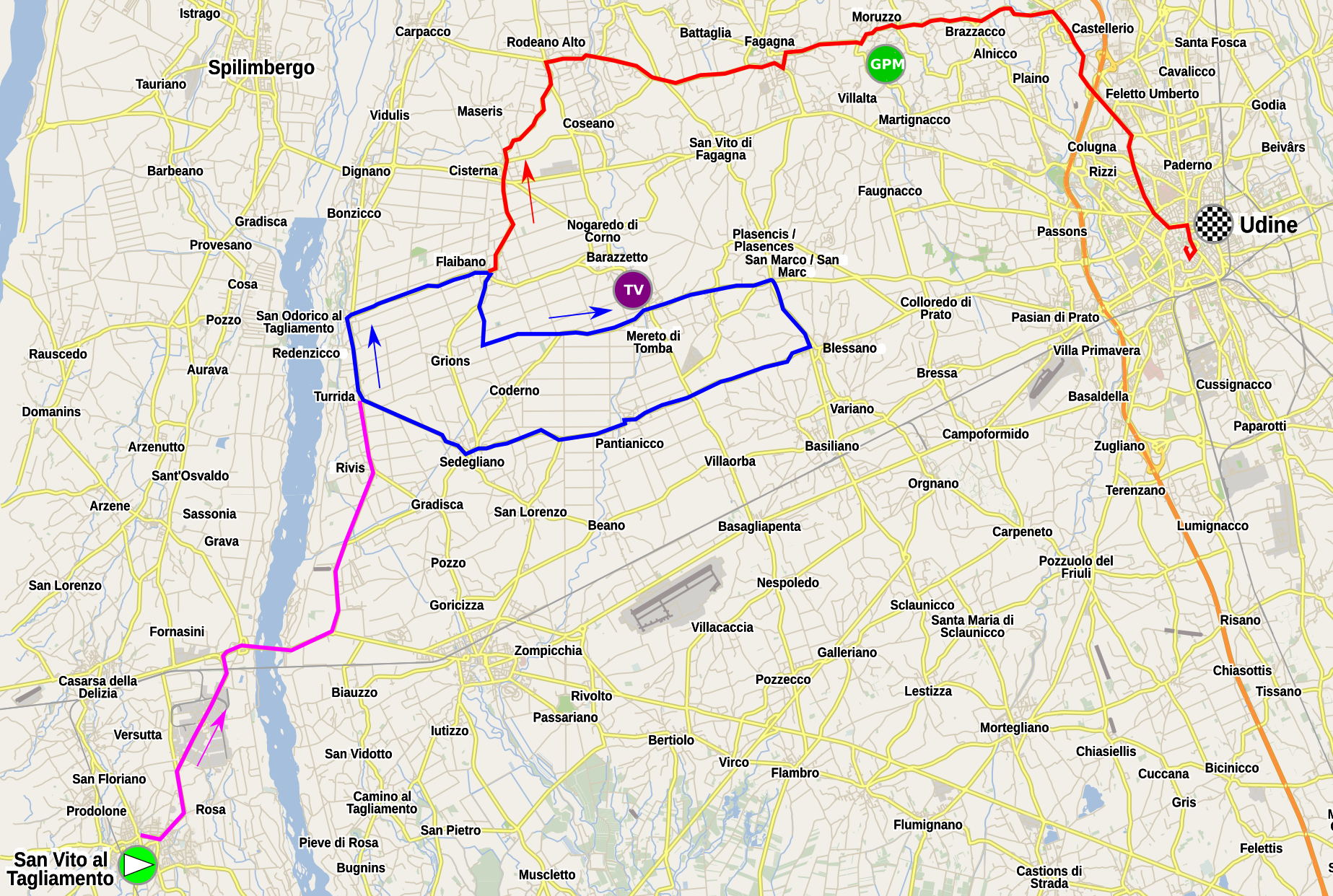
Dixième étape  - Parcours initial
  - Circuit
  - Partie finale

### Équipes
| Équipes féminines professionnelles (24)- Alé Cipollini - Aromitalia Vaiano - Astana Women's - BePink - Bigla - Bizkaia-Durango - Boels Dolmans - BTC City Ljubljana - Canyon-SRAM Racing - CCC-Liv - Cogeas-Mettler - Eurotarget-Bianchi-Vitasana - FDJ-Nouvelle Aquitaine-Futuroscope - Lotto Soudal Ladies - Mitchelton-Scott - Movistar Team - Parkhotel Valkenburg-Destil - Servetto-Piumate-Beltrami TSA - Sunweb Women - Top Girls Fassa Bortolo - Trek-Segafredo - Valcar Cylance - Virtu Cycling Women - WNT-Rotor Pro Cycling |
| |

## Favorites
Annemiek van Vleuten, la vainqueur sortante, est après sa démonstration aux championnats de Pays-Bas du contre-la-montre la grande favorite à sa propre succession. La championne du monde et double vainqueur de l'épreuve Anna van der Breggen est sa principale concurrente. Van Vleuten peut compter sur le soutien d'Amanda Spratt deuxième l'an passé, alors que Van der Breggen a l'appuie de Katie Hall. Les autres favorites sont : Ashleigh Moolman, Lucinda Brand, Katarzyna Niewiadoma, Cecilie Uttrup Ludwig, Clara Koppenburg, Elisa Longo Borghini, Tatiana Guderzo et Sofia Bertizzolo,.

## Étapes
| Étape     | Date      | Villes étapes                       | type                         | Distance (km) | Vainqueur d'étape    | Leader du classement général |
| --------- | --------- | ----------------------------------- | ---------------------------- | ------------- | -------------------- | ---------------------------- |
| 1re étape | 5 juill.  | Cassano Spinola – Castellania Coppi | contre-la-montre par équipes | 18,8          | Canyon-SRAM Racing   | Katarzyna Niewiadoma         |
| 2e étape  | 6 juill.  | Viù – Viù                           | étape vallonnée              | 78,3          | Marianne Vos         | Katarzyna Niewiadoma         |
| 3e étape  | 7 juill.  | Sagliano Micca – Piedicavallo       | étape vallonnée              | 104,1         | Marianne Vos         | Katarzyna Niewiadoma         |
| 4e étape  | 8 juill.  | Lissone – Carate Brianza            | étape de plaine              | 101,1         | Letizia Borghesi     | Katarzyna Niewiadoma         |
| 5e étape  | 9 juill.  | Ponte in Valtellina – col de Gavia  | étape de montagne            | 100,7         | Annemiek van Vleuten | Annemiek van Vleuten         |
| 6e étape  | 10 juill. | Chiuro – Teglio                     | contre-la-montre individuel  | 12,1          | Annemiek van Vleuten | Annemiek van Vleuten         |
| 7e étape  | 11 juill. | Cornedo Vicentino – Fara Vicentino  | étape vallonnée              | 128,3         | Marianne Vos         | Annemiek van Vleuten         |
| 8e étape  | 12 juill. | Vittorio Veneto – Maniago           | étape de montagne            | 133,3         | Elizabeth Banks      | Annemiek van Vleuten         |
| 9e étape  | 13 juill. | Gemona del Friuli – Chiusaforte     | étape de montagne            | 125,5         | Anna van der Breggen | Annemiek van Vleuten         |
| 10e étape | 14 juill. | San Vito al Tagliamento – Udine     | étape vallonnée              | 120           | Marianne Vos         | Annemiek van Vleuten         |

## Déroulement de la course

### 1reétape
Les formations Boels Dolmans et Trek sont victimes d'ennuis mécaniques et ne peuvent disputer la victoire d'étape. Les championnes du monde de la discipline de la Canyon-SRAM s'imposent. Parmi les favorites, Katarzyna Niewiadoma prend donc l'avantage. Bigla, avec Cecilie Ludwig Uttrup, est deuxième. Annemiek van Vleuten perd près d'une minute avec la Mitchelton-Scott tout comme Anna van der Breggen et la Boels Dolmans,.
| \| Classement de l'étape \| Classement de l'étape \| Classement de l'étape \| Classement de l'étape \| Classement de l'étape \| Classement de l'étape \| \| Équipe \| Équipe \| Pays \| Temps \| Écart de temps \| Vitesse moy. \| \| --------------------- \| --------------------- \| --------------------- \| --------------------- \| --------------------- \| --------------------- \| \| 1re \| Canyon-SRAM Racing \| Allemagne \| 31 min 41 s \| \| 34.087 km/h \| \| 2e \| Bigla \| Danemark \| 32 min 05 s \| + 24 s \| 33.662 km/h \| \| 3e \| CCC-Liv \| Pays-Bas \| 32 min 26 s \| + 45 s \| 33.299 km/h \| \| 4e \| Mitchelton-Scott \| Australie \| 32 min 34 s \| + 53 s \| 33.163 km/h \| \| 5e \| Boels Dolmans \| Pays-Bas \| 32 min 45 s \| + 1 min 04 s \| 32.977 km/h \| \| 6e \| Trek-Segafredo \| États-Unis \| 32 min 48 s \| + 1 min 07 s \| 32.927 km/h \| \| 7e \| Sunweb Women \| Pays-Bas \| 33 min 01 s \| + 1 min 20 s \| 32.711 km/h \| \| 8e \| Movistar Team \| Espagne \| 33 min 22 s \| + 1 min 41 s \| 32.368 km/h \| \| 9e \| Virtu Cycling Women \| Danemark \| 33 min 26 s \| + 1 min 45 s \| 32.303 km/h \| \| 10e \| WNT-Rotor Pro Cycling \| Allemagne \| 33 min 31 s \| + 1 min 50 s \| 32.223 km/h \| |                       |            |             |                |              |
| |                       |            |             |                |              |
| |                       |            |             |                |              |
| Classement de l'étape |                       |            |             |                |              |
| Équipe | Équipe                | Pays       | Temps       | Écart de temps | Vitesse moy. |
| 1re | Canyon-SRAM Racing    | Allemagne  | 31 min 41 s |                | 34.087 km/h  |
| 2e | Bigla                 | Danemark   | 32 min 05 s | + 24 s         | 33.662 km/h  |
| 3e | CCC-Liv               | Pays-Bas   | 32 min 26 s | + 45 s         | 33.299 km/h  |
| 4e | Mitchelton-Scott      | Australie  | 32 min 34 s | + 53 s         | 33.163 km/h  |
| 5e | Boels Dolmans         | Pays-Bas   | 32 min 45 s | + 1 min 04 s   | 32.977 km/h  |
| 6e | Trek-Segafredo        | États-Unis | 32 min 48 s | + 1 min 07 s   | 32.927 km/h  |
| 7e | Sunweb Women          | Pays-Bas   | 33 min 01 s | + 1 min 20 s   | 32.711 km/h  |
| 8e | Movistar Team         | Espagne    | 33 min 22 s | + 1 min 41 s   | 32.368 km/h  |
| 9e | Virtu Cycling Women   | Danemark   | 33 min 26 s | + 1 min 45 s   | 32.303 km/h  |
| 10e | WNT-Rotor Pro Cycling | Allemagne  | 33 min 31 s | + 1 min 50 s   | 32.223 km/h  |

| \| Classement général \| Classement général \| Classement général \| Classement général \| Classement général \| \| Coureuse \| Coureuse \| Pays \| Équipe \| Temps \| \| ------------------ \| --------------------- \| ------------------ \| ------------------ \| ------------------ \| \| 1re \| Katarzyna Niewiadoma \| Pologne \| Canyon-SRAM Racing \| 31 min 41 s \| \| 2e \| Hannah Barnes \| Royaume-Uni \| Canyon-SRAM Racing \| + 0 s \| \| 3e \| Omer Shapira \| Israël \| Canyon-SRAM Racing \| + 0 s \| \| 4e \| Alena Amialiusik \| Biélorussie \| Canyon-SRAM Racing \| + 0 s \| \| 5e \| Leah Thomas \| États-Unis \| Bigla \| + 24 s \| \| 6e \| Cecilie Uttrup Ludwig \| Danemark \| Bigla \| + 24 s \| \| 7e \| Mikayla Harvey \| Nouvelle-Zélande \| Bigla \| + 24 s \| \| 8e \| Elise Chabbey \| Suisse \| Bigla \| + 24 s \| \| 9e \| Ashleigh Moolman \| Afrique du Sud \| CCC-Liv \| + 45 s \| \| 10e \| Marianne Vos \| Pays-Bas \| CCC-Liv \| + 45 s \| |                       |                  |                    |             |
| |                       |                  |                    |             |
| |                       |                  |                    |             |
| Classement général |                       |                  |                    |             |
| Coureuse | Coureuse              | Pays             | Équipe             | Temps       |
| 1re | Katarzyna Niewiadoma  | Pologne          | Canyon-SRAM Racing | 31 min 41 s |
| 2e | Hannah Barnes         | Royaume-Uni      | Canyon-SRAM Racing | + 0 s       |
| 3e | Omer Shapira          | Israël           | Canyon-SRAM Racing | + 0 s       |
| 4e | Alena Amialiusik      | Biélorussie      | Canyon-SRAM Racing | + 0 s       |
| 5e | Leah Thomas           | États-Unis       | Bigla              | + 24 s      |
| 6e | Cecilie Uttrup Ludwig | Danemark         | Bigla              | + 24 s      |
| 7e | Mikayla Harvey        | Nouvelle-Zélande | Bigla              | + 24 s      |
| 8e | Elise Chabbey         | Suisse           | Bigla              | + 24 s      |
| 9e | Ashleigh Moolman      | Afrique du Sud   | CCC-Liv            | + 45 s      |
| 10e | Marianne Vos          | Pays-Bas         | CCC-Liv            | + 45 s      |

### 2eétape
L'étape débute immédiatement par une ascension. Antri Christoforou et Sofie de Vuyst. Cette dernière obtient les points du classement de la montagne. Dans la descente, un regroupement général a lieu. À quarante-cinq kilomètres de l'arrivée, Romy Kasper et Kelly van den Steen sortent. Elles creusent un écart de trois minutes en quinze kilomètres. Elles sont néanmoins rejointent aux six kilomètres. Le final est légèrement pentu. Marianne Vos s'y impose devant Annemiek van Vleuten.
| \| Classement de l'étape \| Classement de l'étape \| Classement de l'étape \| Classement de l'étape \| Classement de l'étape \| \| Coureuse \| Coureuse \| Pays \| Équipe \| Temps \| \| --------------------- \| --------------------- \| --------------------- \| --------------------- \| --------------------- \| \| 1re \| Marianne Vos \| Pays-Bas \| CCC-Liv \| 2 h 15 min 56 s \| \| 2e \| Annemiek van Vleuten \| Pays-Bas \| Mitchelton-Scott \| + 0 s \| \| 3e \| Lucinda Brand \| Pays-Bas \| Sunweb \| + 0 s \| \| 4e \| Anna van der Breggen \| Pays-Bas \| Boels Dolmans \| + 0 s \| \| 5e \| Soraya Paladin \| Italie \| Alé Cipollini \| + 0 s \| \| 6e \| Amanda Spratt \| Australie \| Mitchelton-Scott \| + 0 s \| \| 7e \| Ane Santesteban \| Espagne \| WNT-Rotor Pro Cycling \| + 0 s \| \| 8e \| Katarzyna Niewiadoma \| Pologne \| Canyon-SRAM Racing \| + 0 s \| \| 9e \| Elisa Longo Borghini \| Italie \| Trek-Segafredo \| + 0 s \| \| 10e \| Demi Vollering \| Pays-Bas \| Parkhotel Valkenburg \| + 0 s \| |                      |           |                       |                 |
| |                      |           |                       |                 |
| |                      |           |                       |                 |
| Classement de l'étape |                      |           |                       |                 |
| Coureuse | Coureuse             | Pays      | Équipe                | Temps           |
| 1re | Marianne Vos         | Pays-Bas  | CCC-Liv               | 2 h 15 min 56 s |
| 2e | Annemiek van Vleuten | Pays-Bas  | Mitchelton-Scott      | + 0 s           |
| 3e | Lucinda Brand        | Pays-Bas  | Sunweb                | + 0 s           |
| 4e | Anna van der Breggen | Pays-Bas  | Boels Dolmans         | + 0 s           |
| 5e | Soraya Paladin       | Italie    | Alé Cipollini         | + 0 s           |
| 6e | Amanda Spratt        | Australie | Mitchelton-Scott      | + 0 s           |
| 7e | Ane Santesteban      | Espagne   | WNT-Rotor Pro Cycling | + 0 s           |
| 8e | Katarzyna Niewiadoma | Pologne   | Canyon-SRAM Racing    | + 0 s           |
| 9e | Elisa Longo Borghini | Italie    | Trek-Segafredo        | + 0 s           |
| 10e | Demi Vollering       | Pays-Bas  | Parkhotel Valkenburg  | + 0 s           |

| \| Classement général \| Classement général \| Classement général \| Classement général \| Classement général \| \| Coureuse \| Coureuse \| Pays \| Équipe \| Temps \| \| ------------------ \| --------------------- \| ------------------ \| ------------------ \| ------------------ \| \| 1re \| Katarzyna Niewiadoma \| Pologne \| Canyon-SRAM Racing \| 2 h 47 min 37 s \| \| 2e \| Omer Shapira \| Israël \| Canyon-SRAM Racing \| + 12 s \| \| 3e \| Alena Amialiusik \| Biélorussie \| Canyon-SRAM Racing \| + 19 s \| \| 4e \| Cecilie Uttrup Ludwig \| Danemark \| Bigla \| + 24 s \| \| 5e \| Marianne Vos \| Pays-Bas \| CCC-Liv \| + 35 s \| \| 6e \| Ashleigh Moolman \| Afrique du Sud \| CCC-Liv \| + 45 s \| \| 7e \| Annemiek van Vleuten \| Pays-Bas \| Mitchelton-Scott \| + 47 s \| \| 8e \| Leah Thomas \| États-Unis \| Bigla \| + 47 s \| \| 9e \| Elise Chabbey \| Suisse \| Bigla \| + 47 s \| \| 10e \| Amanda Spratt \| Australie \| Mitchelton-Scott \| + 53 s \| |                       |                |                    |                 |
| |                       |                |                    |                 |
| |                       |                |                    |                 |
| Classement général |                       |                |                    |                 |
| Coureuse | Coureuse              | Pays           | Équipe             | Temps           |
| 1re | Katarzyna Niewiadoma  | Pologne        | Canyon-SRAM Racing | 2 h 47 min 37 s |
| 2e | Omer Shapira          | Israël         | Canyon-SRAM Racing | + 12 s          |
| 3e | Alena Amialiusik      | Biélorussie    | Canyon-SRAM Racing | + 19 s          |
| 4e | Cecilie Uttrup Ludwig | Danemark       | Bigla              | + 24 s          |
| 5e | Marianne Vos          | Pays-Bas       | CCC-Liv            | + 35 s          |
| 6e | Ashleigh Moolman      | Afrique du Sud | CCC-Liv            | + 45 s          |
| 7e | Annemiek van Vleuten  | Pays-Bas       | Mitchelton-Scott   | + 47 s          |
| 8e | Leah Thomas           | États-Unis     | Bigla              | + 47 s          |
| 9e | Elise Chabbey         | Suisse         | Bigla              | + 47 s          |
| 10e | Amanda Spratt         | Australie      | Mitchelton-Scott   | + 53 s          |

### 3eétape
La première échappée sort au bout de quinze kilomètres et est constituée de : Romy Kasper, Lisa Morzenti, Dalia Muccioli. L'écart ne grandit pas et elles se font reprendre. À cinquante kilomètres de l'arrivée, Eugenia Bujak attaque et obtient une minute d'avance. Derrière, Simona Frapporti et Charlotte Becker tentent de faire la jonction, mais sans succès. À douze kilomètres de l'arrivée, soit au pied de la difficulté finale, la Slovène compte encore une trentaine de secondes d'avance. À Tayler Wiles est la première à passer à l'offensive. Elle reprend immédiatement Eugenia Bujak. L'Américaine obtient une cinquantaine de secondes d'avance. Aux deux kilomètres, Lucy Kennedy accélère et reprend Tayler Wiles. Dans les derniers mètres, Lucy Kennedy commence à célébrer mais Marianne Vos arrive lancée et prend la victoire.
| \| Classement de l'étape \| Classement de l'étape \| Classement de l'étape \| Classement de l'étape \| Classement de l'étape \| \| Coureuse \| Coureuse \| Pays \| Équipe \| Temps \| \| --------------------- \| --------------------- \| --------------------- \| --------------------- \| --------------------- \| \| 1re \| Marianne Vos \| Pays-Bas \| CCC-Liv \| 2 h 49 min 11 s \| \| 2e \| Lucy Kennedy \| Australie \| Mitchelton-Scott \| + 0 s \| \| 3e \| Cecilie Uttrup Ludwig \| Danemark \| Bigla \| + 0 s \| \| 4e \| Annemiek van Vleuten \| Pays-Bas \| Mitchelton-Scott \| + 0 s \| \| 5e \| Ashleigh Moolman \| Afrique du Sud \| CCC-Liv \| + 0 s \| \| 6e \| Lucinda Brand \| Pays-Bas \| Sunweb \| + 0 s \| \| 7e \| Soraya Paladin \| Italie \| Alé Cipollini \| + 0 s \| \| 8e \| Ane Santesteban \| Espagne \| WNT-Rotor Pro Cycling \| + 0 s \| \| 9e \| Anna van der Breggen \| Pays-Bas \| Boels Dolmans \| + 0 s \| \| 10e \| Erica Magnaldi \| Italie \| WNT-Rotor Pro Cycling \| + 0 s \| |                       |                |                       |                 |
| |                       |                |                       |                 |
| |                       |                |                       |                 |
| Classement de l'étape |                       |                |                       |                 |
| Coureuse | Coureuse              | Pays           | Équipe                | Temps           |
| 1re | Marianne Vos          | Pays-Bas       | CCC-Liv               | 2 h 49 min 11 s |
| 2e | Lucy Kennedy          | Australie      | Mitchelton-Scott      | + 0 s           |
| 3e | Cecilie Uttrup Ludwig | Danemark       | Bigla                 | + 0 s           |
| 4e | Annemiek van Vleuten  | Pays-Bas       | Mitchelton-Scott      | + 0 s           |
| 5e | Ashleigh Moolman      | Afrique du Sud | CCC-Liv               | + 0 s           |
| 6e | Lucinda Brand         | Pays-Bas       | Sunweb                | + 0 s           |
| 7e | Soraya Paladin        | Italie         | Alé Cipollini         | + 0 s           |
| 8e | Ane Santesteban       | Espagne        | WNT-Rotor Pro Cycling | + 0 s           |
| 9e | Anna van der Breggen  | Pays-Bas       | Boels Dolmans         | + 0 s           |
| 10e | Erica Magnaldi        | Italie         | WNT-Rotor Pro Cycling | + 0 s           |

| \| Classement général \| Classement général \| Classement général \| Classement général \| Classement général \| \| Coureuse \| Coureuse \| Pays \| Équipe \| Temps \| \| ------------------ \| --------------------- \| ------------------ \| ------------------ \| ------------------ \| \| 1re \| Katarzyna Niewiadoma \| Pologne \| Canyon-SRAM Racing \| 5 h 36 min 48 s \| \| 2e \| Cecilie Uttrup Ludwig \| Danemark \| Bigla \| + 20 s \| \| 3e \| Marianne Vos \| Pays-Bas \| CCC-Liv \| + 25 s \| \| 4e \| Alena Amialiusik \| Biélorussie \| Canyon-SRAM Racing \| + 40 s \| \| 5e \| Omer Shapira \| Israël \| Canyon-SRAM Racing \| + 44 s \| \| 6e \| Ashleigh Moolman \| Afrique du Sud \| CCC-Liv \| + 45 s \| \| 7e \| Annemiek van Vleuten \| Pays-Bas \| Mitchelton-Scott \| + 47 s \| \| 8e \| Amanda Spratt \| Australie \| Mitchelton-Scott \| + 52 s \| \| 9e \| Lucy Kennedy \| Australie \| Mitchelton-Scott \| + 59 s \| \| 10e \| Anna van der Breggen \| Pays-Bas \| Boels Dolmans \| + 1 min 04 s \| |                       |                |                    |                 |
| |                       |                |                    |                 |
| |                       |                |                    |                 |
| Classement général |                       |                |                    |                 |
| Coureuse | Coureuse              | Pays           | Équipe             | Temps           |
| 1re | Katarzyna Niewiadoma  | Pologne        | Canyon-SRAM Racing | 5 h 36 min 48 s |
| 2e | Cecilie Uttrup Ludwig | Danemark       | Bigla              | + 20 s          |
| 3e | Marianne Vos          | Pays-Bas       | CCC-Liv            | + 25 s          |
| 4e | Alena Amialiusik      | Biélorussie    | Canyon-SRAM Racing | + 40 s          |
| 5e | Omer Shapira          | Israël         | Canyon-SRAM Racing | + 44 s          |
| 6e | Ashleigh Moolman      | Afrique du Sud | CCC-Liv            | + 45 s          |
| 7e | Annemiek van Vleuten  | Pays-Bas       | Mitchelton-Scott   | + 47 s          |
| 8e | Amanda Spratt         | Australie      | Mitchelton-Scott   | + 52 s          |
| 9e | Lucy Kennedy          | Australie      | Mitchelton-Scott   | + 59 s          |
| 10e | Anna van der Breggen  | Pays-Bas       | Boels Dolmans      | + 1 min 04 s    |

### 4eétape
La première heure est marquée par de nombreuses tentatives d'échappée. Le premier groupe est constitué de : Simona Frapporti, Kseniya Dobrynina, Birgitte Krogsgaard Andersen, Carmela Cipriani, Erica Magnaldi et Lara Vieceli. Il est repris au kilomètre dix-neuf. Aude Biannic sort ensuite, mais sans succès. L'attaque suivante, au kilomètre trente-huit, est décisive avec la sortie d'Anouska Koster, Chiara Perini et Letizia Borghesi. La Néerlandaise perd le contact au bout de quelques kilomètres. Nadia Quagliotto effectue plus loin la jonction seule. Leur avance atteint près de cinq minutes. Dans la côte de Besana, à treize kilomètres de la ligne, Quagliotto teste ses compagnons d'échappée, mais ces dernières s'accrochent. Au sprint, elle pense s'être imposée mais Borghesi lance son vélo et gagne pour quelques centimètres. Derrière, Marianne Vos remporte le sprint du peloton.
| \| Classement de l'étape \| Classement de l'étape \| Classement de l'étape \| Classement de l'étape \| Classement de l'étape \| \| Coureuse \| Coureuse \| Pays \| Équipe \| Temps \| \| --------------------- \| --------------------- \| --------------------- \| --------------------- \| --------------------- \| \| 1re \| Letizia Borghesi \| Italie \| Aromitalia Vaiano \| 2 h 29 min 50 s \| \| 2e \| Nadia Quagliotto \| Italie \| Alé Cipollini \| + 0 s \| \| 3e \| Chiara Perini \| Italie \| Bepink \| + 0 s \| \| 4e \| Marianne Vos \| Pays-Bas \| CCC-Liv \| + 42 s \| \| 5e \| Leah Kirchmann \| Canada \| Sunweb \| + 42 s \| \| 6e \| Soraya Paladin \| Italie \| Alé Cipollini \| + 42 s \| \| 7e \| Annemiek van Vleuten \| Pays-Bas \| Mitchelton-Scott \| + 42 s \| \| 8e \| Ilaria Sanguineti \| Italie \| Valcar Cylance \| + 42 s \| \| 9e \| Kelly Van den Steen \| Belgique \| Lotto Soudal Ladies \| + 42 s \| \| 10e \| Rasa Leleivytė \| Lituanie \| Aromitalia Vaiano \| + 42 s \| |                      |          |                     |                 |
| |                      |          |                     |                 |
| |                      |          |                     |                 |
| Classement de l'étape |                      |          |                     |                 |
| Coureuse | Coureuse             | Pays     | Équipe              | Temps           |
| 1re | Letizia Borghesi     | Italie   | Aromitalia Vaiano   | 2 h 29 min 50 s |
| 2e | Nadia Quagliotto     | Italie   | Alé Cipollini       | + 0 s           |
| 3e | Chiara Perini        | Italie   | Bepink              | + 0 s           |
| 4e | Marianne Vos         | Pays-Bas | CCC-Liv             | + 42 s          |
| 5e | Leah Kirchmann       | Canada   | Sunweb              | + 42 s          |
| 6e | Soraya Paladin       | Italie   | Alé Cipollini       | + 42 s          |
| 7e | Annemiek van Vleuten | Pays-Bas | Mitchelton-Scott    | + 42 s          |
| 8e | Ilaria Sanguineti    | Italie   | Valcar Cylance      | + 42 s          |
| 9e | Kelly Van den Steen  | Belgique | Lotto Soudal Ladies | + 42 s          |
| 10e | Rasa Leleivytė       | Lituanie | Aromitalia Vaiano   | + 42 s          |

| \| Classement général \| Classement général \| Classement général \| Classement général \| Classement général \| \| Coureuse \| Coureuse \| Pays \| Équipe \| Temps \| \| ------------------ \| --------------------- \| ------------------ \| ------------------ \| ------------------ \| \| 1re \| Katarzyna Niewiadoma \| Pologne \| Canyon-SRAM Racing \| 8 h 07 min 20 s \| \| 2e \| Cecilie Uttrup Ludwig \| Danemark \| Bigla \| + 20 s \| \| 3e \| Marianne Vos \| Pays-Bas \| CCC-Liv \| + 25 s \| \| 4e \| Alena Amialiusik \| Biélorussie \| Canyon-SRAM Racing \| + 40 s \| \| 5e \| Omer Shapira \| Israël \| Canyon-SRAM Racing \| + 44 s \| \| 6e \| Ashleigh Moolman \| Afrique du Sud \| CCC-Liv \| + 45 s \| \| 7e \| Annemiek van Vleuten \| Pays-Bas \| Mitchelton-Scott \| + 47 s \| \| 8e \| Amanda Spratt \| Australie \| Mitchelton-Scott \| + 52 s \| \| 9e \| Lucy Kennedy \| Australie \| Mitchelton-Scott \| + 59 s \| \| 10e \| Anna van der Breggen \| Pays-Bas \| Boels Dolmans \| + 1 min 04 s \| |                       |                |                    |                 |
| |                       |                |                    |                 |
| |                       |                |                    |                 |
| Classement général |                       |                |                    |                 |
| Coureuse | Coureuse              | Pays           | Équipe             | Temps           |
| 1re | Katarzyna Niewiadoma  | Pologne        | Canyon-SRAM Racing | 8 h 07 min 20 s |
| 2e | Cecilie Uttrup Ludwig | Danemark       | Bigla              | + 20 s          |
| 3e | Marianne Vos          | Pays-Bas       | CCC-Liv            | + 25 s          |
| 4e | Alena Amialiusik      | Biélorussie    | Canyon-SRAM Racing | + 40 s          |
| 5e | Omer Shapira          | Israël         | Canyon-SRAM Racing | + 44 s          |
| 6e | Ashleigh Moolman      | Afrique du Sud | CCC-Liv            | + 45 s          |
| 7e | Annemiek van Vleuten  | Pays-Bas       | Mitchelton-Scott   | + 47 s          |
| 8e | Amanda Spratt         | Australie      | Mitchelton-Scott   | + 52 s          |
| 9e | Lucy Kennedy          | Australie      | Mitchelton-Scott   | + 59 s          |
| 10e | Anna van der Breggen  | Pays-Bas       | Boels Dolmans      | + 1 min 04 s    |

### 5eétape
Une échappée se forme dès le départ avec Karol-Ann Canuel, Pauliena Rooijakkers, Marianne Vos et Katarzyna Niewiadoma, la maillot rose. Elle est immédiatement reprise par la formation Mitchelton-Scott. Elena Pirrone attaque ensuite. Son avantage atteint quarante secondes, mais au sommet de la côte un regroupement a lieu. Nikola Noskova s'échappe. Son avance atteint deux minutes vingt. Dans ce long faux-plat montant, Pauliena Rooijakkers et Leah Kirchmann partent à la poursuite de la Tchèque qui les attend. À vingt kilomètres de l'arrivée, leur avance est de deux minutes. Dans la côte de Le Motte, Noskova lâche prise. Dès le pied de la montée finale, Annemiek van Vleuten place une attaque nette. Elle n'est plus rejointe et s'impose avec deux minutes cinquante d'avance. Derrière, Erica Magnaldi tente une attaque, mais c'est au sprint que les poursuivantes se disputent la deuxième place. Lucinda Brand est la plus rapide. Annemiek van Vleuten prend logiquement la tête du classement général.
| \| Classement de l'étape \| Classement de l'étape \| Classement de l'étape \| Classement de l'étape \| Classement de l'étape \| \| Coureuse \| Coureuse \| Pays \| Équipe \| Temps \| \| --------------------- \| --------------------- \| --------------------- \| --------------------- \| --------------------- \| \| 1re \| Annemiek van Vleuten \| Pays-Bas \| Mitchelton-Scott \| 3 h 09 min 47 s \| \| 2e \| Lucinda Brand \| Pays-Bas \| Sunweb \| + 2 min 57 s \| \| 3e \| Katarzyna Niewiadoma \| Pologne \| Canyon-SRAM Racing \| + 2 min 57 s \| \| 4e \| Soraya Paladin \| Italie \| Alé Cipollini \| + 2 min 57 s \| \| 5e \| Amanda Spratt \| Australie \| Mitchelton-Scott \| + 2 min 57 s \| \| 6e \| Anna van der Breggen \| Pays-Bas \| Boels Dolmans \| + 2 min 57 s \| \| 7e \| Ashleigh Moolman \| Afrique du Sud \| CCC-Liv \| + 2 min 57 s \| \| 8e \| Erica Magnaldi \| Italie \| WNT-Rotor Pro Cycling \| + 2 min 57 s \| \| 9e \| Elisa Longo Borghini \| Italie \| Trek-Segafredo \| + 2 min 57 s \| \| 10e \| Demi Vollering \| Pays-Bas \| Parkhotel Valkenburg \| + 3 min 25 s \| |                      |                |                       |                 |
| |                      |                |                       |                 |
| |                      |                |                       |                 |
| Classement de l'étape |                      |                |                       |                 |
| Coureuse | Coureuse             | Pays           | Équipe                | Temps           |
| 1re | Annemiek van Vleuten | Pays-Bas       | Mitchelton-Scott      | 3 h 09 min 47 s |
| 2e | Lucinda Brand        | Pays-Bas       | Sunweb                | + 2 min 57 s    |
| 3e | Katarzyna Niewiadoma | Pologne        | Canyon-SRAM Racing    | + 2 min 57 s    |
| 4e | Soraya Paladin       | Italie         | Alé Cipollini         | + 2 min 57 s    |
| 5e | Amanda Spratt        | Australie      | Mitchelton-Scott      | + 2 min 57 s    |
| 6e | Anna van der Breggen | Pays-Bas       | Boels Dolmans         | + 2 min 57 s    |
| 7e | Ashleigh Moolman     | Afrique du Sud | CCC-Liv               | + 2 min 57 s    |
| 8e | Erica Magnaldi       | Italie         | WNT-Rotor Pro Cycling | + 2 min 57 s    |
| 9e | Elisa Longo Borghini | Italie         | Trek-Segafredo        | + 2 min 57 s    |
| 10e | Demi Vollering       | Pays-Bas       | Parkhotel Valkenburg  | + 3 min 25 s    |

| \| Classement général \| Classement général \| Classement général \| Classement général \| Classement général \| \| Coureuse \| Coureuse \| Pays \| Équipe \| Temps \| \| ------------------ \| -------------------- \| ------------------ \| --------------------- \| ------------------ \| \| 1re \| Annemiek van Vleuten \| Pays-Bas \| Mitchelton-Scott \| 11 h 17 min 44 s \| \| 2e \| Katarzyna Niewiadoma \| Pologne \| Canyon-SRAM Racing \| + 2 min 16 s \| \| 3e \| Ashleigh Moolman \| Afrique du Sud \| CCC-Liv \| + 3 min 05 s \| \| 4e \| Amanda Spratt \| Australie \| Mitchelton-Scott \| + 3 min 12 s \| \| 5e \| Anna van der Breggen \| Pays-Bas \| Boels Dolmans \| + 3 min 24 s \| \| 6e \| Lucinda Brand \| Pays-Bas \| Sunweb \| + 3 min 27 s \| \| 7e \| Elisa Longo Borghini \| Italie \| Trek-Segafredo \| + 3 min 59 s \| \| 8e \| Katie Hall \| États-Unis \| Boels Dolmans \| + 4 min 04 s \| \| 9e \| Erica Magnaldi \| Italie \| WNT-Rotor Pro Cycling \| + 4 min 10 s \| \| 10e \| Juliette Labous \| France \| Sunweb \| + 4 min 26 s \| |                      |                |                       |                  |
| |                      |                |                       |                  |
| |                      |                |                       |                  |
| Classement général |                      |                |                       |                  |
| Coureuse | Coureuse             | Pays           | Équipe                | Temps            |
| 1re | Annemiek van Vleuten | Pays-Bas       | Mitchelton-Scott      | 11 h 17 min 44 s |
| 2e | Katarzyna Niewiadoma | Pologne        | Canyon-SRAM Racing    | + 2 min 16 s     |
| 3e | Ashleigh Moolman     | Afrique du Sud | CCC-Liv               | + 3 min 05 s     |
| 4e | Amanda Spratt        | Australie      | Mitchelton-Scott      | + 3 min 12 s     |
| 5e | Anna van der Breggen | Pays-Bas       | Boels Dolmans         | + 3 min 24 s     |
| 6e | Lucinda Brand        | Pays-Bas       | Sunweb                | + 3 min 27 s     |
| 7e | Elisa Longo Borghini | Italie         | Trek-Segafredo        | + 3 min 59 s     |
| 8e | Katie Hall           | États-Unis     | Boels Dolmans         | + 4 min 04 s     |
| 9e | Erica Magnaldi       | Italie         | WNT-Rotor Pro Cycling | + 4 min 10 s     |
| 10e | Juliette Labous      | France         | Sunweb                | + 4 min 26 s     |

### 6eétape
Dans la foulée de sa victoire de la veille Annemiek van Vleuten assomme le contre-la-montre individuel en laissant sa principale rivale Anna van der Breggen cinquante-deux secondes derrière elle. La troisième, Elisa Longo Borghini est quasiment à deux minutes. Van Vleuten renforce ce faisant son maillot rose, mais également ses maillots cyclamen et vert.
| \| Classement de l'étape \| Classement de l'étape \| Classement de l'étape \| Classement de l'étape \| Classement de l'étape \| \| Coureuse \| Coureuse \| Pays \| Équipe \| Temps \| \| --------------------- \| --------------------- \| --------------------- \| --------------------- \| --------------------- \| \| 1re \| Annemiek van Vleuten \| Pays-Bas \| Mitchelton-Scott \| 24 min 31 s \| \| 2e \| Anna van der Breggen \| Pays-Bas \| Boels Dolmans \| + 53 s \| \| 3e \| Elisa Longo Borghini \| Italie \| Trek-Segafredo \| + 1 min 48 s \| \| 4e \| Lucinda Brand \| Pays-Bas \| Sunweb \| + 1 min 50 s \| \| 5e \| Juliette Labous \| France \| Sunweb \| + 1 min 54 s \| \| 6e \| Katarzyna Niewiadoma \| Pologne \| Canyon-SRAM Racing \| + 2 min 01 s \| \| 7e \| Katie Hall \| États-Unis \| Boels Dolmans \| + 2 min 04 s \| \| 8e \| Amanda Spratt \| Australie \| Mitchelton-Scott \| + 2 min 09 s \| \| 9e \| Tayler Wiles \| États-Unis \| Trek-Segafredo \| + 2 min 22 s \| \| 10e \| Erica Magnaldi \| Italie \| WNT-Rotor Pro Cycling \| + 2 min 24 s \| |                      |            |                       |              |
| |                      |            |                       |              |
| |                      |            |                       |              |
| Classement de l'étape |                      |            |                       |              |
| Coureuse | Coureuse             | Pays       | Équipe                | Temps        |
| 1re | Annemiek van Vleuten | Pays-Bas   | Mitchelton-Scott      | 24 min 31 s  |
| 2e | Anna van der Breggen | Pays-Bas   | Boels Dolmans         | + 53 s       |
| 3e | Elisa Longo Borghini | Italie     | Trek-Segafredo        | + 1 min 48 s |
| 4e | Lucinda Brand        | Pays-Bas   | Sunweb                | + 1 min 50 s |
| 5e | Juliette Labous      | France     | Sunweb                | + 1 min 54 s |
| 6e | Katarzyna Niewiadoma | Pologne    | Canyon-SRAM Racing    | + 2 min 01 s |
| 7e | Katie Hall           | États-Unis | Boels Dolmans         | + 2 min 04 s |
| 8e | Amanda Spratt        | Australie  | Mitchelton-Scott      | + 2 min 09 s |
| 9e | Tayler Wiles         | États-Unis | Trek-Segafredo        | + 2 min 22 s |
| 10e | Erica Magnaldi       | Italie     | WNT-Rotor Pro Cycling | + 2 min 24 s |

| \| Classement général \| Classement général \| Classement général \| Classement général \| Classement général \| \| Coureuse \| Coureuse \| Pays \| Équipe \| Temps \| \| ------------------ \| -------------------- \| ------------------ \| --------------------- \| ------------------ \| \| 1re \| Annemiek van Vleuten \| Pays-Bas \| Mitchelton-Scott \| 11 h 42 min 15 s \| \| 2e \| Katarzyna Niewiadoma \| Pologne \| Canyon-SRAM Racing \| + 4 min 17 s \| \| 3e \| Anna van der Breggen \| Pays-Bas \| Boels Dolmans \| + 4 min 17 s \| \| 4e \| Lucinda Brand \| Pays-Bas \| Sunweb \| + 5 min 17 s \| \| 5e \| Amanda Spratt \| Australie \| Mitchelton-Scott \| + 5 min 21 s \| \| 6e \| Elisa Longo Borghini \| Italie \| Trek-Segafredo \| + 5 min 47 s \| \| 7e \| Katie Hall \| États-Unis \| Boels Dolmans \| + 6 min 08 s \| \| 8e \| Juliette Labous \| France \| Sunweb \| + 6 min 20 s \| \| 9e \| Ashleigh Moolman \| Afrique du Sud \| CCC-Liv \| + 6 min 33 s \| \| 10e \| Erica Magnaldi \| Italie \| WNT-Rotor Pro Cycling \| + 6 min 34 s \| |                      |                |                       |                  |
| |                      |                |                       |                  |
| |                      |                |                       |                  |
| Classement général |                      |                |                       |                  |
| Coureuse | Coureuse             | Pays           | Équipe                | Temps            |
| 1re | Annemiek van Vleuten | Pays-Bas       | Mitchelton-Scott      | 11 h 42 min 15 s |
| 2e | Katarzyna Niewiadoma | Pologne        | Canyon-SRAM Racing    | + 4 min 17 s     |
| 3e | Anna van der Breggen | Pays-Bas       | Boels Dolmans         | + 4 min 17 s     |
| 4e | Lucinda Brand        | Pays-Bas       | Sunweb                | + 5 min 17 s     |
| 5e | Amanda Spratt        | Australie      | Mitchelton-Scott      | + 5 min 21 s     |
| 6e | Elisa Longo Borghini | Italie         | Trek-Segafredo        | + 5 min 47 s     |
| 7e | Katie Hall           | États-Unis     | Boels Dolmans         | + 6 min 08 s     |
| 8e | Juliette Labous      | France         | Sunweb                | + 6 min 20 s     |
| 9e | Ashleigh Moolman     | Afrique du Sud | CCC-Liv               | + 6 min 33 s     |
| 10e | Erica Magnaldi       | Italie         | WNT-Rotor Pro Cycling | + 6 min 34 s     |

### 7eétape
La sélection réduit le peloton à quarante coureuses à quarante-cinq kilomètres de l'arrivée. Dans la première ascension du circuit final, Leah Kirchmann attaque. Elle prend cinquante-cinq secondes d'avance. Derrière, Tayler Wiles et Leah Thomas partent en poursuite lors de l'ascension suivante. Elles ne parviennent cependant pas à réaliser la jonction. Dans les vingt derniers kilomètres, Riejanne Markus sort à son tour du peloton, mais n'a pas plus de succès. Une accélération de Lucinda Brand avant le Muro dell Tisa, pavé, morcelle le peloton. Un groupe de douze coureuses revient sur Leah Kirchmann. Dans le mur, sept favorites se détachent : Katarzyna Niewiadoma, Amanda Spratt, Annemiek van Vleuten, Anna van der Breggen, Elisa Longo Borghini, Lucinda Brand et Marianne Vos. Lucinda Brand attaque de nouveau ensuite, mais est reprise. Amanda Spratt accélère à sept kilomètres de l'arrivée. Elle est reprise sous l'impulsion d'Elisa Longo Borghini. Soraya Paladin et Marianne Vos contrent. Elles sont rejointes par Erica Magnaldi et Brand. Un regroupement a lieu à deux kilomètres et demi de l'arrivée. Eider Merino attaque et est suivie par Marianne Vos. Demi Vollering les reprend. Ashleigh Moolman se place alors en tête du groupe, mais Floortje Mackaij attaque. Elle obtient sept secondes d'avance. Katie Hall prend en main la poursuite et revient aux cinq cents mètres sur la Néerlandaise. Au sprint, Marianne Vos s'impose.
| \| Classement de l'étape \| Classement de l'étape \| Classement de l'étape \| Classement de l'étape \| Classement de l'étape \| \| Coureuse \| Coureuse \| Pays \| Équipe \| Temps \| \| --------------------- \| --------------------- \| --------------------- \| --------------------- \| --------------------- \| \| 1re \| Marianne Vos \| Pays-Bas \| CCC-Liv \| 3 h 19 min 33 s \| \| 2e \| Anna van der Breggen \| Pays-Bas \| Boels Dolmans \| + 0 s \| \| 3e \| Elisa Longo Borghini \| Italie \| Trek-Segafredo \| + 3 s \| \| 4e \| Annemiek van Vleuten \| Pays-Bas \| Mitchelton-Scott \| + 3 s \| \| 5e \| Demi Vollering \| Pays-Bas \| Parkhotel Valkenburg \| + 9 s \| \| 6e \| Soraya Paladin \| Italie \| Alé Cipollini \| + 9 s \| \| 7e \| Katarzyna Niewiadoma \| Pologne \| Canyon-SRAM Racing \| + 9 s \| \| 8e \| Ashleigh Moolman \| Afrique du Sud \| CCC-Liv \| + 9 s \| \| 9e \| Ane Santesteban \| Espagne \| WNT-Rotor Pro Cycling \| + 9 s \| \| 10e \| Amanda Spratt \| Australie \| Mitchelton-Scott \| + 12 s \| |                      |                |                       |                 |
| |                      |                |                       |                 |
| |                      |                |                       |                 |
| Classement de l'étape |                      |                |                       |                 |
| Coureuse | Coureuse             | Pays           | Équipe                | Temps           |
| 1re | Marianne Vos         | Pays-Bas       | CCC-Liv               | 3 h 19 min 33 s |
| 2e | Anna van der Breggen | Pays-Bas       | Boels Dolmans         | + 0 s           |
| 3e | Elisa Longo Borghini | Italie         | Trek-Segafredo        | + 3 s           |
| 4e | Annemiek van Vleuten | Pays-Bas       | Mitchelton-Scott      | + 3 s           |
| 5e | Demi Vollering       | Pays-Bas       | Parkhotel Valkenburg  | + 9 s           |
| 6e | Soraya Paladin       | Italie         | Alé Cipollini         | + 9 s           |
| 7e | Katarzyna Niewiadoma | Pologne        | Canyon-SRAM Racing    | + 9 s           |
| 8e | Ashleigh Moolman     | Afrique du Sud | CCC-Liv               | + 9 s           |
| 9e | Ane Santesteban      | Espagne        | WNT-Rotor Pro Cycling | + 9 s           |
| 10e | Amanda Spratt        | Australie      | Mitchelton-Scott      | + 12 s          |

| \| Classement général \| Classement général \| Classement général \| Classement général \| Classement général \| \| Coureuse \| Coureuse \| Pays \| Équipe \| Temps \| \| ------------------ \| -------------------- \| ------------------ \| --------------------- \| ------------------ \| \| 1re \| Annemiek van Vleuten \| Pays-Bas \| Mitchelton-Scott \| 18 h 43 min 01 s \| \| 2e \| Anna van der Breggen \| Pays-Bas \| Boels Dolmans \| + 4 min 11 s \| \| 3e \| Katarzyna Niewiadoma \| Pologne \| Canyon-SRAM Racing \| + 4 min 26 s \| \| 4e \| Lucinda Brand \| Pays-Bas \| Sunweb \| + 5 min 26 s \| \| 5e \| Amanda Spratt \| Australie \| Mitchelton-Scott \| + 5 min 33 s \| \| 6e \| Elisa Longo Borghini \| Italie \| Trek-Segafredo \| + 5 min 46 s \| \| 7e \| Soraya Paladin \| Italie \| Alé Cipollini \| + 6 min 06 s \| \| 8e \| Katie Hall \| États-Unis \| Boels Dolmans \| + 6 min 23 s \| \| 9e \| Ashleigh Moolman \| Afrique du Sud \| CCC-Liv \| + 6 min 42 s \| \| 10e \| Erica Magnaldi \| Italie \| WNT-Rotor Pro Cycling \| + 6 min 49 s \| |                      |                |                       |                  |
| |                      |                |                       |                  |
| |                      |                |                       |                  |
| Classement général |                      |                |                       |                  |
| Coureuse | Coureuse             | Pays           | Équipe                | Temps            |
| 1re | Annemiek van Vleuten | Pays-Bas       | Mitchelton-Scott      | 18 h 43 min 01 s |
| 2e | Anna van der Breggen | Pays-Bas       | Boels Dolmans         | + 4 min 11 s     |
| 3e | Katarzyna Niewiadoma | Pologne        | Canyon-SRAM Racing    | + 4 min 26 s     |
| 4e | Lucinda Brand        | Pays-Bas       | Sunweb                | + 5 min 26 s     |
| 5e | Amanda Spratt        | Australie      | Mitchelton-Scott      | + 5 min 33 s     |
| 6e | Elisa Longo Borghini | Italie         | Trek-Segafredo        | + 5 min 46 s     |
| 7e | Soraya Paladin       | Italie         | Alé Cipollini         | + 6 min 06 s     |
| 8e | Katie Hall           | États-Unis     | Boels Dolmans         | + 6 min 23 s     |
| 9e | Ashleigh Moolman     | Afrique du Sud | CCC-Liv               | + 6 min 42 s     |
| 10e | Erica Magnaldi       | Italie         | WNT-Rotor Pro Cycling | + 6 min 49 s     |

### 8eétape
Malgré de nombreuses attaques, aucune échappée ne se forme. Dans la côte de Pala Barzana, ou Andreis, les favorites se mettent en action. Annemiek van Vleuten accélère et passe au sommet en tête. Après la descente, elle a trente secondes d'avance sur Katie Hall. Un groupe de poursuite avec Katarzyna Niewiadoma, Lucinda Brand, Erica Magnaldi et Ane Santesteban se forme derrière. Annemiek van Vleuten se relève plus loin. Le groupe a alors une minute d'avance sur le peloton. Cependant, la mauvaise coopération provoque le regroupement. Dans la côte de Clauzetto, onze coureuses se détachent, mais Elena Pirrone perd rapidement contact. Elles ont une minute trente d'avance aux vingt kilomètres. À quatorze kilomètres de l'arrivée, Elizabeth Banks place une offensive, mais est reprise. Malgorzata Jasinska et Leah Thomas contrent, mais le groupe les reprend. À onze kilomètres du but, Banks remet le couvert. Aidée par Leah Thomas derrière, qui couvre les attaques de Pauliena Rooijakkers notamment, elle compte une vingtaine de secondes d'avance jusqu'à l'arrivée.
| \| Classement de l'étape \| Classement de l'étape \| Classement de l'étape \| Classement de l'étape \| Classement de l'étape \| \| Coureuse \| Coureuse \| Pays \| Équipe \| Temps \| \| --------------------- \| --------------------- \| --------------------- \| ---------------------------------- \| --------------------- \| \| 1re \| Elizabeth Banks \| Royaume-Uni \| Bigla \| 3 h 38 min 17 s \| \| 2e \| Leah Thomas \| États-Unis \| Bigla \| + 30 s \| \| 3e \| Soraya Paladin \| Italie \| Alé Cipollini \| + 30 s \| \| 4e \| Małgorzata Jasińska \| Pologne \| Movistar Team \| + 30 s \| \| 5e \| Sofie De Vuyst \| Belgique \| Parkhotel Valkenburg \| + 30 s \| \| 6e \| Kathrin Hammes \| Allemagne \| WNT-Rotor Pro Cycling \| + 30 s \| \| 7e \| Pauliena Rooijakkers \| Pays-Bas \| CCC-Liv \| + 30 s \| \| 8e \| Shara Marche \| Australie \| FDJ-Nouvelle Aquitaine-Futuroscope \| + 30 s \| \| 9e \| Ruth Edwards \| États-Unis \| Trek-Segafredo \| + 30 s \| \| 10e \| Alice Maria Arzuffi \| Italie \| Valcar Cylance \| + 30 s \| |                      |             |                                    |                 |
| |                      |             |                                    |                 |
| |                      |             |                                    |                 |
| Classement de l'étape |                      |             |                                    |                 |
| Coureuse | Coureuse             | Pays        | Équipe                             | Temps           |
| 1re | Elizabeth Banks      | Royaume-Uni | Bigla                              | 3 h 38 min 17 s |
| 2e | Leah Thomas          | États-Unis  | Bigla                              | + 30 s          |
| 3e | Soraya Paladin       | Italie      | Alé Cipollini                      | + 30 s          |
| 4e | Małgorzata Jasińska  | Pologne     | Movistar Team                      | + 30 s          |
| 5e | Sofie De Vuyst       | Belgique    | Parkhotel Valkenburg               | + 30 s          |
| 6e | Kathrin Hammes       | Allemagne   | WNT-Rotor Pro Cycling              | + 30 s          |
| 7e | Pauliena Rooijakkers | Pays-Bas    | CCC-Liv                            | + 30 s          |
| 8e | Shara Marche         | Australie   | FDJ-Nouvelle Aquitaine-Futuroscope | + 30 s          |
| 9e | Ruth Edwards         | États-Unis  | Trek-Segafredo                     | + 30 s          |
| 10e | Alice Maria Arzuffi  | Italie      | Valcar Cylance                     | + 30 s          |

| \| Classement général \| Classement général \| Classement général \| Classement général \| Classement général \| \| Coureuse \| Coureuse \| Pays \| Équipe \| Temps \| \| ------------------ \| -------------------- \| ------------------ \| --------------------- \| ------------------ \| \| 1re \| Annemiek van Vleuten \| Pays-Bas \| Mitchelton-Scott \| 18 h 43 min 01 s \| \| 2e \| Anna van der Breggen \| Pays-Bas \| Boels Dolmans \| + 4 min 11 s \| \| 3e \| Katarzyna Niewiadoma \| Pologne \| Canyon-SRAM Racing \| + 4 min 26 s \| \| 4e \| Lucinda Brand \| Pays-Bas \| Sunweb \| + 5 min 26 s \| \| 5e \| Amanda Spratt \| Australie \| Mitchelton-Scott \| + 5 min 33 s \| \| 6e \| Elisa Longo Borghini \| Italie \| Trek-Segafredo \| + 5 min 46 s \| \| 7e \| Soraya Paladin \| Italie \| Alé Cipollini \| + 6 min 06 s \| \| 8e \| Katie Hall \| États-Unis \| Boels Dolmans \| + 6 min 23 s \| \| 9e \| Ashleigh Moolman \| Afrique du Sud \| CCC-Liv \| + 6 min 42 s \| \| 10e \| Erica Magnaldi \| Italie \| WNT-Rotor Pro Cycling \| + 6 min 49 s \| |                      |                |                       |                  |
| |                      |                |                       |                  |
| |                      |                |                       |                  |
| Classement général |                      |                |                       |                  |
| Coureuse | Coureuse             | Pays           | Équipe                | Temps            |
| 1re | Annemiek van Vleuten | Pays-Bas       | Mitchelton-Scott      | 18 h 43 min 01 s |
| 2e | Anna van der Breggen | Pays-Bas       | Boels Dolmans         | + 4 min 11 s     |
| 3e | Katarzyna Niewiadoma | Pologne        | Canyon-SRAM Racing    | + 4 min 26 s     |
| 4e | Lucinda Brand        | Pays-Bas       | Sunweb                | + 5 min 26 s     |
| 5e | Amanda Spratt        | Australie      | Mitchelton-Scott      | + 5 min 33 s     |
| 6e | Elisa Longo Borghini | Italie         | Trek-Segafredo        | + 5 min 46 s     |
| 7e | Soraya Paladin       | Italie         | Alé Cipollini         | + 6 min 06 s     |
| 8e | Katie Hall           | États-Unis     | Boels Dolmans         | + 6 min 23 s     |
| 9e | Ashleigh Moolman     | Afrique du Sud | CCC-Liv               | + 6 min 42 s     |
| 10e | Erica Magnaldi       | Italie         | WNT-Rotor Pro Cycling | + 6 min 49 s     |

### 9eétape
Une échappée sort au bout de vingt kilomètres. Elle est composée de : Hannah Barnes, Nicole Steigenga, Maaike Boogaard, Kelly van den Steen, Malgorzata Jasinska, Kseniia Dobrynina et Rachel Neylan. Son avantage atteint deux minutes douze après cinquante kilomètres. Il descend à une minute trente, à vingt-cinq kilomètres de l'arrivée. Un regroupement général a lieu à quatorze kilomètres de l'arrivée. Dès le début de l'ascension finale, Annemiek van Vleuten augmente le rythme. Seules trois coureuses peuvent la suivre : Amanda Spratt, Lucinda Brand et Ashleigh Moolman. Anna van der Breggen, les rejoint à son train, Katie Hall semble par contre éliminée. Deux kilomètres plus loin, Van Vleuten et Van der Breggen sont seules à se livrer bataille. Annemiek van Vleuten place une attaque avant la partie la plus difficile de l'ascension. Anna van der Breggen gère derrière. À un kilomètre et demi de la ligne, elle compte quinze secondes de retard. Van Vleuten faiblit néanmoins et Van der Breggen la passe aux quatre cent mètres. Derrière, Ashleigh Moolman prend la troisième place.
| \| Classement de l'étape \| Classement de l'étape \| Classement de l'étape \| Classement de l'étape \| Classement de l'étape \| \| Coureuse \| Coureuse \| Pays \| Équipe \| Temps \| \| --------------------- \| --------------------- \| --------------------- \| --------------------- \| --------------------- \| \| 1re \| Anna van der Breggen \| Pays-Bas \| Boels Dolmans \| 3 h 26 min 27 s \| \| 2e \| Annemiek van Vleuten \| Pays-Bas \| Mitchelton-Scott \| + 17 s \| \| 3e \| Ashleigh Moolman \| Afrique du Sud \| CCC-Liv \| + 1 min 38 s \| \| 4e \| Amanda Spratt \| Australie \| Mitchelton-Scott \| + 1 min 38 s \| \| 5e \| Katie Hall \| États-Unis \| Boels Dolmans \| + 1 min 57 s \| \| 6e \| Demi Vollering \| Pays-Bas \| Parkhotel Valkenburg \| + 2 min 51 s \| \| 7e \| Ane Santesteban \| Espagne \| WNT-Rotor Pro Cycling \| + 2 min 51 s \| \| 8e \| Erica Magnaldi \| Italie \| WNT-Rotor Pro Cycling \| + 2 min 53 s \| \| 9e \| Elisa Longo Borghini \| Italie \| Trek-Segafredo \| + 2 min 55 s \| \| 10e \| Juliette Labous \| France \| Sunweb \| + 3 min 10 s \| |                      |                |                       |                 |
| |                      |                |                       |                 |
| |                      |                |                       |                 |
| Classement de l'étape |                      |                |                       |                 |
| Coureuse | Coureuse             | Pays           | Équipe                | Temps           |
| 1re | Anna van der Breggen | Pays-Bas       | Boels Dolmans         | 3 h 26 min 27 s |
| 2e | Annemiek van Vleuten | Pays-Bas       | Mitchelton-Scott      | + 17 s          |
| 3e | Ashleigh Moolman     | Afrique du Sud | CCC-Liv               | + 1 min 38 s    |
| 4e | Amanda Spratt        | Australie      | Mitchelton-Scott      | + 1 min 38 s    |
| 5e | Katie Hall           | États-Unis     | Boels Dolmans         | + 1 min 57 s    |
| 6e | Demi Vollering       | Pays-Bas       | Parkhotel Valkenburg  | + 2 min 51 s    |
| 7e | Ane Santesteban      | Espagne        | WNT-Rotor Pro Cycling | + 2 min 51 s    |
| 8e | Erica Magnaldi       | Italie         | WNT-Rotor Pro Cycling | + 2 min 53 s    |
| 9e | Elisa Longo Borghini | Italie         | Trek-Segafredo        | + 2 min 55 s    |
| 10e | Juliette Labous      | France         | Sunweb                | + 3 min 10 s    |

| \| Classement général \| Classement général \| Classement général \| Classement général \| Classement général \| \| Coureuse \| Coureuse \| Pays \| Équipe \| Temps \| \| ------------------ \| -------------------- \| ------------------ \| --------------------- \| ------------------ \| \| 1re \| Annemiek van Vleuten \| Pays-Bas \| Mitchelton-Scott \| 22 h 09 min 39 s \| \| 2e \| Anna van der Breggen \| Pays-Bas \| Boels Dolmans \| + 3 min 50 s \| \| 3e \| Amanda Spratt \| Australie \| Mitchelton-Scott \| + 7 min 00 s \| \| 4e \| Ashleigh Moolman \| Afrique du Sud \| CCC-Liv \| + 8 min 05 s \| \| 5e \| Katie Hall \| États-Unis \| Boels Dolmans \| + 8 min 09 s \| \| 6e \| Katarzyna Niewiadoma \| Pologne \| Canyon-SRAM Racing \| + 8 min 10 s \| \| 7e \| Lucinda Brand \| Pays-Bas \| Sunweb \| + 8 min 25 s \| \| 8e \| Elisa Longo Borghini \| Italie \| Trek-Segafredo \| + 8 min 30 s \| \| 9e \| Soraya Paladin \| Italie \| Alé Cipollini \| + 9 min 26 s \| \| 10e \| Erica Magnaldi \| Italie \| WNT-Rotor Pro Cycling \| + 9 min 31 s \| |                      |                |                       |                  |
| |                      |                |                       |                  |
| |                      |                |                       |                  |
| Classement général |                      |                |                       |                  |
| Coureuse | Coureuse             | Pays           | Équipe                | Temps            |
| 1re | Annemiek van Vleuten | Pays-Bas       | Mitchelton-Scott      | 22 h 09 min 39 s |
| 2e | Anna van der Breggen | Pays-Bas       | Boels Dolmans         | + 3 min 50 s     |
| 3e | Amanda Spratt        | Australie      | Mitchelton-Scott      | + 7 min 00 s     |
| 4e | Ashleigh Moolman     | Afrique du Sud | CCC-Liv               | + 8 min 05 s     |
| 5e | Katie Hall           | États-Unis     | Boels Dolmans         | + 8 min 09 s     |
| 6e | Katarzyna Niewiadoma | Pologne        | Canyon-SRAM Racing    | + 8 min 10 s     |
| 7e | Lucinda Brand        | Pays-Bas       | Sunweb                | + 8 min 25 s     |
| 8e | Elisa Longo Borghini | Italie         | Trek-Segafredo        | + 8 min 30 s     |
| 9e | Soraya Paladin       | Italie         | Alé Cipollini         | + 9 min 26 s     |
| 10e | Erica Magnaldi       | Italie         | WNT-Rotor Pro Cycling | + 9 min 31 s     |

### 10eétape
À soixante-douze kilomètres de l'arrivée, un groupe de quatorze coureuses s'échappe, mais son avance ne s'accroit pas. Plus tard, Leah Kirchmann tente aussi sans plus de réussite. Alice Gasparini sort ensuite et obtient une minute d'avance. Le peloton la reprend à quarante-quatre kilomètres de l'arrivée. Eri Yonamine et Elizabeth Banks attaquent à leur tour, mais le peloton ne leur donne pas de bon de sortie. Romy Kasper et Anna Plichta contrent. Elles ont une minutes vingt-et-une seconde d'avance à vingt-neuf kilomètres de l'arrivée, mais la côte de Moruzzo leur est fatale. Aude Biannic accélère après la descente. Elle a vingt-six secondes d'avance aux cinq kilomètres. Elle est reprise dans le dernier kilomètre. Dans l'ascension finale, Marianne Vos se montre intraitable et gagne sa quatrième étape. Katie Hall perd deux places au classement général à cause des bonifications obtenues par Katarzyna Niewiadoma et Lucinda Brand,.
| \| Classement de l'étape \| Classement de l'étape \| Classement de l'étape \| Classement de l'étape \| Classement de l'étape \| \| Coureuse \| Coureuse \| Pays \| Équipe \| Temps \| \| --------------------- \| --------------------- \| --------------------- \| --------------------------- \| --------------------- \| \| 1re \| Marianne Vos \| Pays-Bas \| CCC-Liv \| 2 h 51 min 45 s \| \| 2e \| Lucinda Brand \| Pays-Bas \| Sunweb \| + 1 s \| \| 3e \| Lotte Kopecky \| Belgique \| Lotto Soudal Ladies \| + 1 s \| \| 4e \| Soraya Paladin \| Italie \| Alé Cipollini \| + 4 s \| \| 5e \| Katarzyna Niewiadoma \| Pologne \| Canyon-SRAM Racing \| + 4 s \| \| 6e \| Ashleigh Moolman \| Afrique du Sud \| CCC-Liv \| + 6 s \| \| 7e \| Elisa Longo Borghini \| Italie \| Trek-Segafredo \| + 7 s \| \| 8e \| Demi Vollering \| Pays-Bas \| Parkhotel Valkenburg \| + 9 s \| \| 9e \| Rasa Leleivytė \| Lituanie \| Aromitalia Vaiano \| + 9 s \| \| 10e \| Arianna Fidanza \| Italie \| Eurotarget-Bianchi-Vitasana \| + 10 s \| |                      |                |                             |                 |
| |                      |                |                             |                 |
| |                      |                |                             |                 |
| Classement de l'étape |                      |                |                             |                 |
| Coureuse | Coureuse             | Pays           | Équipe                      | Temps           |
| 1re | Marianne Vos         | Pays-Bas       | CCC-Liv                     | 2 h 51 min 45 s |
| 2e | Lucinda Brand        | Pays-Bas       | Sunweb                      | + 1 s           |
| 3e | Lotte Kopecky        | Belgique       | Lotto Soudal Ladies         | + 1 s           |
| 4e | Soraya Paladin       | Italie         | Alé Cipollini               | + 4 s           |
| 5e | Katarzyna Niewiadoma | Pologne        | Canyon-SRAM Racing          | + 4 s           |
| 6e | Ashleigh Moolman     | Afrique du Sud | CCC-Liv                     | + 6 s           |
| 7e | Elisa Longo Borghini | Italie         | Trek-Segafredo              | + 7 s           |
| 8e | Demi Vollering       | Pays-Bas       | Parkhotel Valkenburg        | + 9 s           |
| 9e | Rasa Leleivytė       | Lituanie       | Aromitalia Vaiano           | + 9 s           |
| 10e | Arianna Fidanza      | Italie         | Eurotarget-Bianchi-Vitasana | + 10 s          |

## Classements finals

### Classement général final
| \| Classement général \| Classement général \| Classement général \| Classement général \| Classement général \| \| Coureuse \| Coureuse \| Pays \| Équipe \| Temps \| \| ------------------ \| -------------------- \| ------------------ \| --------------------- \| ------------------ \| \| 1re \| Annemiek van Vleuten \| Pays-Bas \| Mitchelton-Scott \| 25 h 01 min 41 s \| \| 2e \| Anna van der Breggen \| Pays-Bas \| Boels Dolmans \| + 3 min 45 s \| \| 3e \| Amanda Spratt \| Australie \| Mitchelton-Scott \| + 6 min 55 s \| \| 4e \| Ashleigh Moolman \| Afrique du Sud \| CCC-Liv \| + 7 min 54 s \| \| 5e \| Katarzyna Niewiadoma \| Pologne \| Canyon-SRAM Racing \| + 7 min 57 s \| \| 6e \| Lucinda Brand \| Pays-Bas \| Sunweb \| + 8 min 01 s \| \| 7e \| Katie Hall \| États-Unis \| Boels Dolmans \| + 8 min 16 s \| \| 8e \| Elisa Longo Borghini \| Italie \| Trek-Segafredo \| + 8 min 19 s \| \| 9e \| Soraya Paladin \| Italie \| Alé Cipollini \| + 9 min 13 s \| \| 10e \| Erica Magnaldi \| Italie \| WNT-Rotor Pro Cycling \| + 9 min 31 s \| |                      |                |                       |                  |
| |                      |                |                       |                  |
| Source : ProCyclingStats |                      |                |                       |                  |
| Classement général |                      |                |                       |                  |
| Coureuse | Coureuse             | Pays           | Équipe                | Temps            |
| 1re | Annemiek van Vleuten | Pays-Bas       | Mitchelton-Scott      | 25 h 01 min 41 s |
| 2e | Anna van der Breggen | Pays-Bas       | Boels Dolmans         | + 3 min 45 s     |
| 3e | Amanda Spratt        | Australie      | Mitchelton-Scott      | + 6 min 55 s     |
| 4e | Ashleigh Moolman     | Afrique du Sud | CCC-Liv               | + 7 min 54 s     |
| 5e | Katarzyna Niewiadoma | Pologne        | Canyon-SRAM Racing    | + 7 min 57 s     |
| 6e | Lucinda Brand        | Pays-Bas       | Sunweb                | + 8 min 01 s     |
| 7e | Katie Hall           | États-Unis     | Boels Dolmans         | + 8 min 16 s     |
| 8e | Elisa Longo Borghini | Italie         | Trek-Segafredo        | + 8 min 19 s     |
| 9e | Soraya Paladin       | Italie         | Alé Cipollini         | + 9 min 13 s     |
| 10e | Erica Magnaldi       | Italie         | WNT-Rotor Pro Cycling | + 9 min 31 s     |

### UCI World Tour

#### Points attribués
| Position                  | 1er | 2e  | 3e  | 4e  | 5e | 6e | 7e | 8e | 9e | 10e | 11e | 12e | 13e | 14e | 15e | 16e à 30e | 31e à 40e |  |  |  |
| Classement général        | 200 | 150 | 125 | 100 | 85 | 70 | 60 | 50 | 40 | 35  | 30  | 25  | 20  | 15  | 10  | 5         | 3         |  |  |  |
| Étapes et demi-étapes     | 25  | 20  | 18  | 16  | 14 | 12 | 10 | 8  | 6  | 4   |     |     |     |     |     |           |           |  |  |  |
| Port du maillot de leader | 5   |     |     |     |    |    |    |    |    |     |     |     |     |     |     |           |           |  |  |  |

### Classements annexes
| Classement par points | Classement par points | Classement par points | Classement par points | Classement par points |
| Coureuse              | Coureuse              | Pays                  | Équipe                | Points                |
| --------------------- | --------------------- | --------------------- | --------------------- | --------------------- |
| 1re                   | Annemiek van Vleuten  | Pays-Bas              | Mitchelton-Scott      | 74 pts                |
| 2e                    | Marianne Vos          | Pays-Bas              | CCC-Liv               | 68 pts                |
| 3e                    | Anna van der Breggen  | Pays-Bas              | Boels Dolmans         | 54 pts                |
| 4e                    | Lucinda Brand         | Pays-Bas              | Sunweb                | 47 pts                |
| 5e                    | Soraya Paladin        | Italie                | Alé Cipollini         | 46 pts                |
| 6e                    | Elisa Longo Borghini  | Italie                | Trek-Segafredo        | 30 pts                |
| 7e                    | Ashleigh Moolman      | Afrique du Sud        | CCC-Liv               | 28 pts                |
| 8e                    | Katarzyna Niewiadoma  | Pologne               | Canyon-SRAM Racing    | 28 pts                |
| 9e                    | Amanda Spratt         | Australie             | Mitchelton-Scott      | 23 pts                |
| 10e                   | Demi Vollering        | Pays-Bas              | Parkhotel Valkenburg  | 16 pts                |

| Classement par points | Classement par points | Classement par points | Classement par points | Classement par points |
| Coureuse              | Coureuse              | Pays                  | Équipe                | Points                |
| --------------------- | --------------------- | --------------------- | --------------------- | --------------------- |
| 1re                   | Annemiek van Vleuten  | Pays-Bas              | Mitchelton-Scott      | 74 pts                |
| 2e                    | Marianne Vos          | Pays-Bas              | CCC-Liv               | 68 pts                |
| 3e                    | Anna van der Breggen  | Pays-Bas              | Boels Dolmans         | 54 pts                |
| 4e                    | Lucinda Brand         | Pays-Bas              | Sunweb                | 47 pts                |
| 5e                    | Soraya Paladin        | Italie                | Alé Cipollini         | 46 pts                |
| 6e                    | Elisa Longo Borghini  | Italie                | Trek-Segafredo        | 30 pts                |
| 7e                    | Ashleigh Moolman      | Afrique du Sud        | CCC-Liv               | 28 pts                |
| 8e                    | Katarzyna Niewiadoma  | Pologne               | Canyon-SRAM Racing    | 28 pts                |
| 9e                    | Amanda Spratt         | Australie             | Mitchelton-Scott      | 23 pts                |
| 10e                   | Demi Vollering        | Pays-Bas              | Parkhotel Valkenburg  | 16 pts                |

| Classement de la montagne | Classement de la montagne | Classement de la montagne | Classement de la montagne | Classement de la montagne |
| Coureuse                  | Coureuse                  | Pays                      | Équipe                    | Points                    |
| ------------------------- | ------------------------- | ------------------------- | ------------------------- | ------------------------- |
| 1re                       | Annemiek van Vleuten      | Pays-Bas                  | Mitchelton-Scott          | 47 pts                    |
| 2e                        | Amanda Spratt             | Australie                 | Mitchelton-Scott          | 29 pts                    |
| 3e                        | Sofie De Vuyst            | Belgique                  | Parkhotel Valkenburg      | 22 pts                    |
| 4e                        | Ashleigh Moolman          | Afrique du Sud            | CCC-Liv                   | 20 pts                    |
| 5e                        | Anna van der Breggen      | Pays-Bas                  | Boels Dolmans             | 14 pts                    |
| 6e                        | Katarzyna Niewiadoma      | Pologne                   | Canyon-SRAM Racing        | 14 pts                    |
| 7e                        | Soraya Paladin            | Italie                    | Alé Cipollini             | 12 pts                    |
| 8e                        | Lucinda Brand             | Pays-Bas                  | Sunweb                    | 12 pts                    |
| 9e                        | Marianne Vos              | Pays-Bas                  | CCC-Liv                   | 10 pts                    |
| 10e                       | Elisa Longo Borghini      | Italie                    | Trek-Segafredo            | 10 pts                    |

| Classement de la montagne | Classement de la montagne | Classement de la montagne | Classement de la montagne | Classement de la montagne |
| Coureuse                  | Coureuse                  | Pays                      | Équipe                    | Points                    |
| ------------------------- | ------------------------- | ------------------------- | ------------------------- | ------------------------- |
| 1re                       | Annemiek van Vleuten      | Pays-Bas                  | Mitchelton-Scott          | 47 pts                    |
| 2e                        | Amanda Spratt             | Australie                 | Mitchelton-Scott          | 29 pts                    |
| 3e                        | Sofie De Vuyst            | Belgique                  | Parkhotel Valkenburg      | 22 pts                    |
| 4e                        | Ashleigh Moolman          | Afrique du Sud            | CCC-Liv                   | 20 pts                    |
| 5e                        | Anna van der Breggen      | Pays-Bas                  | Boels Dolmans             | 14 pts                    |
| 6e                        | Katarzyna Niewiadoma      | Pologne                   | Canyon-SRAM Racing        | 14 pts                    |
| 7e                        | Soraya Paladin            | Italie                    | Alé Cipollini             | 12 pts                    |
| 8e                        | Lucinda Brand             | Pays-Bas                  | Sunweb                    | 12 pts                    |
| 9e                        | Marianne Vos              | Pays-Bas                  | CCC-Liv                   | 10 pts                    |
| 10e                       | Elisa Longo Borghini      | Italie                    | Trek-Segafredo            | 10 pts                    |

| Classement du meilleur jeune | Classement du meilleur jeune | Classement du meilleur jeune | Classement du meilleur jeune       | Classement du meilleur jeune |
| Coureuse                     | Coureuse                     | Pays                         | Équipe                             | Temps                        |
| ---------------------------- | ---------------------------- | ---------------------------- | ---------------------------------- | ---------------------------- |
| 1re                          | Juliette Labous              | France                       | Sunweb                             | 25 h 11 min 32 s             |
| 2e                           | Paula Patiño                 | Colombie                     | Movistar Team                      | + 7 min 50 s                 |
| 3e                           | Évita Muzic                  | France                       | FDJ-Nouvelle Aquitaine-Futuroscope | + 10 min 36 s                |
| 4e                           | Katia Ragusa                 | Italie                       | Bepink                             | + 12 min 40 s                |
| 5e                           | Mikayla Harvey               | Nouvelle-Zélande             | Bigla                              | + 16 min 19 s                |
| 6e                           | Nikola Nosková               | Tchéquie                     | Bigla                              | + 20 min 31 s                |
| 7e                           | Elena Pirrone                | Italie                       | Valcar Cylance                     | + 22 min 59 s                |
| 8e                           | Nina Buysman                 | Pays-Bas                     | Parkhotel Valkenburg               | + 27 min 13 s                |
| 9e                           | Marta Lach                   | Pologne                      | CCC-Liv                            | + 35 min 42 s                |
| 10e                          | Nadia Quagliotto             | Italie                       | Alé Cipollini                      | + 41 min 46 s                |

| Classement du meilleur jeune | Classement du meilleur jeune | Classement du meilleur jeune | Classement du meilleur jeune       | Classement du meilleur jeune |
| Coureuse                     | Coureuse                     | Pays                         | Équipe                             | Temps                        |
| ---------------------------- | ---------------------------- | ---------------------------- | ---------------------------------- | ---------------------------- |
| 1re                          | Juliette Labous              | France                       | Sunweb                             | 25 h 11 min 32 s             |
| 2e                           | Paula Patiño                 | Colombie                     | Movistar Team                      | + 7 min 50 s                 |
| 3e                           | Évita Muzic                  | France                       | FDJ-Nouvelle Aquitaine-Futuroscope | + 10 min 36 s                |
| 4e                           | Katia Ragusa                 | Italie                       | Bepink                             | + 12 min 40 s                |
| 5e                           | Mikayla Harvey               | Nouvelle-Zélande             | Bigla                              | + 16 min 19 s                |
| 6e                           | Nikola Nosková               | Tchéquie                     | Bigla                              | + 20 min 31 s                |
| 7e                           | Elena Pirrone                | Italie                       | Valcar Cylance                     | + 22 min 59 s                |
| 8e                           | Nina Buysman                 | Pays-Bas                     | Parkhotel Valkenburg               | + 27 min 13 s                |
| 9e                           | Marta Lach                   | Pologne                      | CCC-Liv                            | + 35 min 42 s                |
| 10e                          | Nadia Quagliotto             | Italie                       | Alé Cipollini                      | + 41 min 46 s                |

| Classement de la meilleure Italienne | Classement de la meilleure Italienne | Classement de la meilleure Italienne | Classement de la meilleure Italienne | Classement de la meilleure Italienne |
|                                      | Coureur                              | Pays                                 | Équipe                               | Temps                                |
| ------------------------------------ | ------------------------------------ | ------------------------------------ | ------------------------------------ | ------------------------------------ |
| 1er                                  | Elisa Longo Borghini                 | Italie                               | Trek-Segafredo                       | en 25 h 10 min 0 s                   |
| 2e                                   | Soraya Paladin                       | Italie                               | Alé Cipollini                        | + 54 s                               |
| 3e                                   | Erica Magnaldi                       | Italie                               | WNT                                  | + 1 min 12 s                         |
| modifier                             |                                      |                                      |                                      |                                      |

| Classement par équipes | Classement par équipes      | Classement par équipes | Classement par équipes |
| Équipe                 | Équipe                      | Pays                   | Temps                  |
| ---------------------- | --------------------------- | ---------------------- | ---------------------- |
| 1re                    | WNT-Rotor Pro Cycling       | Allemagne              | 74 h 31 min 45 s       |
| 2e                     | Mitchelton-Scott            | Australie              | + 21 s                 |
| 3e                     | Canyon-SRAM Racing          | Allemagne              | + 12 min 52 s          |
| 4e                     | Bigla                       | Danemark               | + 13 min 12 s          |
| 5e                     | Sunweb Women                | Pays-Bas               | + 14 min 42 s          |
| 6e                     | Boels Dolmans               | Pays-Bas               | + 20 min 12 s          |
| 7e                     | CCC-Liv                     | Pays-Bas               | + 23 min 07 s          |
| 8e                     | Parkhotel Valkenburg-Destil | Pays-Bas               | + 23 min 54 s          |
| 9e                     | Trek-Segafredo              | États-Unis             | + 34 min 27 s          |
| 10e                    | Movistar Team               | Espagne                | + 47 min 12 s          |

| Classement par équipes | Classement par équipes      | Classement par équipes | Classement par équipes |
| Équipe                 | Équipe                      | Pays                   | Temps                  |
| ---------------------- | --------------------------- | ---------------------- | ---------------------- |
| 1re                    | WNT-Rotor Pro Cycling       | Allemagne              | 74 h 31 min 45 s       |
| 2e                     | Mitchelton-Scott            | Australie              | + 21 s                 |
| 3e                     | Canyon-SRAM Racing          | Allemagne              | + 12 min 52 s          |
| 4e                     | Bigla                       | Danemark               | + 13 min 12 s          |
| 5e                     | Sunweb Women                | Pays-Bas               | + 14 min 42 s          |
| 6e                     | Boels Dolmans               | Pays-Bas               | + 20 min 12 s          |
| 7e                     | CCC-Liv                     | Pays-Bas               | + 23 min 07 s          |
| 8e                     | Parkhotel Valkenburg-Destil | Pays-Bas               | + 23 min 54 s          |
| 9e                     | Trek-Segafredo              | États-Unis             | + 34 min 27 s          |
| 10e                    | Movistar Team               | Espagne                | + 47 min 12 s          |

## Évolution des classements
| Étape              |                              | Vainqueur _          | Classement général   | Classement par points | Meilleure grimpeuse  | Meilleure jeune | Meilleure équipe _    | Nationalité          |
| ------------------ | ---------------------------- | -------------------- | -------------------- | --------------------- | -------------------- | --------------- | --------------------- | -------------------- |
| 1re étape          | contre-la-montre par équipes | Canyon-SRAM Racing   | Katarzyna Niewiadoma | non attribué          | non attribué         | Mikayla Harvey  | Canyon-SRAM Racing    | Elisa Longo Borghini |
| 2e étape           | étape vallonnée              | Marianne Vos         | Katarzyna Niewiadoma | Marianne Vos          | Sofie De Vuyst       | Juliette Labous | Canyon-SRAM Racing    | Elisa Longo Borghini |
| 3e étape           | étape vallonnée              | Marianne Vos         | Katarzyna Niewiadoma | Marianne Vos          | Marianne Vos         | Juliette Labous | Mitchelton-Scott      | Elisa Longo Borghini |
| 4e étape           | étape de plaine              | Letizia Borghesi     | Katarzyna Niewiadoma | Marianne Vos          | Sofie De Vuyst       | Juliette Labous | Mitchelton-Scott      | Elisa Longo Borghini |
| 5e étape           | étape de montagne            | Annemiek van Vleuten | Annemiek van Vleuten | Annemiek van Vleuten  | Annemiek van Vleuten | Juliette Labous | WNT-Rotor Pro Cycling | Elisa Longo Borghini |
| 6e étape           | contre-la-montre individuel  | Annemiek van Vleuten | Annemiek van Vleuten | Annemiek van Vleuten  | Annemiek van Vleuten | Juliette Labous | WNT-Rotor Pro Cycling | Elisa Longo Borghini |
| 7e étape           | étape vallonnée              | Marianne Vos         | Annemiek van Vleuten | Annemiek van Vleuten  | Annemiek van Vleuten | Juliette Labous | WNT-Rotor Pro Cycling | Elisa Longo Borghini |
| 8e étape           | étape de montagne            | Elizabeth Banks      | Annemiek van Vleuten | Annemiek van Vleuten  | Annemiek van Vleuten | Juliette Labous | WNT-Rotor Pro Cycling | Elisa Longo Borghini |
| 9e étape           | étape de montagne            | Anna van der Breggen | Annemiek van Vleuten | Annemiek van Vleuten  | Annemiek van Vleuten | Juliette Labous | WNT-Rotor Pro Cycling | Elisa Longo Borghini |
| 10e étape          | étape vallonnée              | Marianne Vos         | Annemiek van Vleuten | Annemiek van Vleuten  | Annemiek van Vleuten | Juliette Labous | WNT-Rotor Pro Cycling | Elisa Longo Borghini |
| Classements finals | Classements finals           |                      | Annemiek van Vleuten | Annemiek van Vleuten  | Annemiek van Vleuten | Juliette Labous | WNT-Rotor Pro Cycling | Elisa Longo Borghini |

## Liste des participantes
| Légende                             | Légende | Légende                                | Légende |
| ----------------------------------- | --- | -------------------------------------- | --- |
| Num                                 | Dossard de départ porté par la coureuse sur ce Tour d'Italie féminin                                             | Pos                                    | Position finale au classement général                                                                         |
| Leader du classement général        | Indique la vainqueur du classement général                                                                       | Leader du classement des sprints       | Indique la vainqueur du classement par points                                                                 |
| Leader du classement de la montagne | Indique la vainqueur du classement de la montagne                                                                | Leader du classement du meilleur jeune | Indique la vainqueur du classement de la meilleure jeune                                                      |
|                                     | Indique un maillot de champion national ou mondial, suivi de sa spécialité                                       | Leader du classement par points        | Indique la vainqueur du classement de la meilleure italienne                                                  |
| #                                   | Indique la meilleure équipe                                                                                      | NP                                     | Indique une coureuse qui n'a pas pris le départ d'une étape, suivi du numéro de l'étape où elle s'est retirée |
| AB                                  | Indique une coureuse qui n'a pas terminé une étape, suivi du numéro de l'étape où elle s'est retirée             | HD                                     | Indique une coureuse qui a terminé une étape hors des délais, suivi du numéro de l'étape                      |
| *                                   | Indique une coureuse en lice pour le classement de la meilleure jeune (coureuses nées après le 1er janvier 1995) |                                        | |

| Mitchelton-Scott MTS | Mitchelton-Scott MTS                | Mitchelton-Scott MTS |
| -------------------- | ----------------------------------- | -------------------- |
| Num                  | Coureuse                            | Pos                  |
| 1                    | Annemiek van Vleuten (NED) (chrono) | 1re                  |
| 2                    | Amanda Spratt (AUS)                 | 3e                   |
| 3                    | Lucy Kennedy (AUS)                  | 31e                  |
| 4                    | Grace Brown (AUS) (chrono)          | 93e                  |
| 5                    | Sarah Roy (AUS)                     | 106e                 |
| 6                    | Moniek Tenniglo (NED)               | 96e                  |

| Alé Cipollini ALE | Alé Cipollini ALE                    | Alé Cipollini ALE |
| ----------------- | ------------------------------------ | ----------------- |
| Num               | Coureuse                             | Pos               |
| 11                | Na Ah-reum (KOR)                     | 67e               |
| 12                | Nadia Quagliotto (ITA)               | 51e               |
| 13                | Romy Kasper (GER)                    | 75e               |
| 14                | Soraya Paladin (ITA)                 | 9e                |
| 15                | Jelena Erić (SRB) (route et chrono)  | 78e               |
| 16                | Eri Yonamine (JPN) (route et chrono) | 74e               |

| Aromitalia Vaiano VAI | Aromitalia Vaiano VAI  | Aromitalia Vaiano VAI |
| --------------------- | ---------------------- | --------------------- |
| Num                   | Coureuse               | Pos                   |
| 21                    | Rasa Leleivytė (LTU)   | 72e                   |
| 22                    | Michela Balducci (ITA) | 91e                   |
| 23                    | Sofia Beggin (ITA)     | 109e                  |
| 24                    | Letizia Borghesi (ITA) | 66e                   |
| 25                    | Carmela Cipriani (ITA) | 63e                   |
| 26                    | Nicole Nesti (ITA)     | AB                    |

| Conceria Zabri-Fanini CZG | Conceria Zabri-Fanini CZG | Conceria Zabri-Fanini CZG |
| ------------------------- | ------------------------- | ------------------------- |
| Num                       | Coureuse                  | Pos                       |
| 31                        | Basei Marzia Salton (ITA) | 122e                      |
| 32                        | Claudia Meucci (ITA)      | AB-4                      |
| 33                        | Simona Bortolotti (ITA)   | 119e                      |
| 34                        | Leonora Geppi (ITA)       | AB-8                      |
| 35                        | Lisa De Ranieri (ITA)     | 120e                      |
| 36                        | Silvia Folloni (ITA)      | AB-4                      |

| Bepink BPK | Bepink BPK             | Bepink BPK |
| ---------- | ---------------------- | ---------- |
| Num        | Coureuse               | Pos        |
| 41         | Tatiana Guderzo (ITA)  | 30e        |
| 42         | Simona Frapporti (ITA) | AB-7       |
| 43         | Silvia Valsecchi (ITA) | 95e        |
| 44         | Katia Ragusa (ITA)     | 28e        |
| 45         | Chiara Perini (ITA)    | 110e       |
| 46         | Nicole Steigenga (NED) | 103e       |

| Bigla BIG | Bigla BIG                   | Bigla BIG |
| --------- | --------------------------- | --------- |
| Num       | Coureuse                    | Pos       |
| 51        | Cecilie Uttrup Ludwig (DEN) | 14e       |
| 52        | Elizabeth Banks (GBR)       | 68e       |
| 53        | Leah Thomas (USA)           | 22e       |
| 54        | Elise Chabbey (SUI)         | 27e       |
| 55        | Mikayla Harvey (NZL)        | 32e       |
| 56        | Nikola Nosková (CZE)        | 35e       |

| Bizkaia-Durango BDP | Bizkaia-Durango BDP          | Bizkaia-Durango BDP |
| ------------------- | ---------------------------- | ------------------- |
| Num                 | Coureuse                     | Pos                 |
| 61                  | Nicole D'agostin (ITA)       | 87e                 |
| 62                  | Enara López Gallastegi (ESP) | 62e                 |
| 63                  | Lucía González (ESP)         | 94e                 |
| 64                  | Sandra Alonso (ESP)          | 112e                |
| 65                  | Cristina Martínez (ESP)      | 57e                 |
| 66                  | Natalie Grinczer (GBR)       | 69e                 |

| Boels Dolmans DLT | Boels Dolmans DLT                  | Boels Dolmans DLT |
| ----------------- | ---------------------------------- | ----------------- |
| Num               | Coureuse                           | Pos               |
| 71                | Anna van der Breggen (NED) (route) | 2e                |
| 72                | Chantal Blaak (NED)                | AB-7              |
| 73                | Karol-Ann Canuel (CAN) (route)     | 41e               |
| 74                | Katie Hall (USA)                   | 7e                |
| 75                | Amy Pieters (NED)                  | 55e               |
| 76                | Eva Buurman (NED)                  | 76e               |

| BTC City Ljubljana BTC | BTC City Ljubljana BTC                | BTC City Ljubljana BTC |
| ---------------------- | ------------------------------------- | ---------------------- |
| Num                    | Coureuse                              | Pos                    |
| 81                     | Eugenia Bujak (SLO) (route et chrono) | 59e                    |
| 82                     | Hanna Nilsson (SWE)                   | 34e                    |
| 83                     | Urška Žigart (SLO)                    | 50e                    |
| 84                     | Urša Pintar (SLO)                     | 43e                    |
| 85                     | Rossella Ratto (ITA)                  | 83e                    |
| 86                     | Maaike Boogaard (NED)                 | 84e                    |

| Canyon-SRAM Racing CSR | Canyon-SRAM Racing CSR     | Canyon-SRAM Racing CSR |
| ---------------------- | -------------------------- | ---------------------- |
| Num                    | Coureuse                   | Pos                    |
| 91                     | Alena Amialiusik (BLR)     | 24e                    |
| 92                     | Hannah Barnes (GBR)        | 45e                    |
| 93                     | Omer Shapira (ISR) (route) | 21e                    |
| 94                     | Tiffany Cromwell (AUS)     | 58e                    |
| 95                     | Katarzyna Niewiadoma (POL) | 5e                     |
| 96                     | Alexis Magner (USA)        | 90e                    |

| CCC-Liv CCC | CCC-Liv CCC                    | CCC-Liv CCC |
| ----------- | ------------------------------ | ----------- |
| Num         | Coureuse                       | Pos         |
| 101         | Ashleigh Moolman (RSA) (route) | 4e          |
| 102         | Marianne Vos (NED)             | 20e         |
| 103         | Pauliena Rooijakkers (NED)     | 60e         |
| 104         | Jeanne Korevaar (NED)          | 56e         |
| 105         | Marta Lach (POL)               | 47e         |
| 106         | Riejanne Markus (NED)          | 48e         |

| Cogeas-Mettler-Look Pro Cycling Team CGS | Cogeas-Mettler-Look Pro Cycling Team CGS   | Cogeas-Mettler-Look Pro Cycling Team CGS |
| ---------------------------------------- | ------------------------------------------ | ---------------------------------------- |
| Num                                      | Coureuse                                   | Pos                                      |
| 111                                      | Deborah Paine (NZL)                        | 77e                                      |
| 112                                      | Anastasiia Pliaskina (RUS) (chrono)        | AB-4                                     |
| 113                                      | Ántri Christofórou (CYP) (route et chrono) | 88e                                      |
| 114                                      | Sari Saarelainen (FIN)                     | AB-4                                     |
| 115                                      | Olga Deiko (RUS)                           | 121e                                     |
| 116                                      | Marina Uvarova (RUS)                       | NP-6                                     |

| Eurotarget-Bianchi-Vitasana SBT | Eurotarget-Bianchi-Vitasana SBT          | Eurotarget-Bianchi-Vitasana SBT |
| ------------------------------- | ---------------------------------------- | ------------------------------- |
| Num                             | Coureuse                                 | Pos                             |
| 121                             | Arianna Fidanza (ITA)                    | 65e                             |
| 122                             | Ana Maria Covrig (ROU) (route et chrono) | 111e                            |
| 123                             | Lisa Morzenti (ITA)                      | 89e                             |
| 124                             | Elena Franchi (ITA)                      | 18e                             |
| 125                             | Alice Gasparini (ITA)                    | 82e                             |
| 126                             | Clemilda Fernandes (BRA)                 | AB-4                            |

| FDJ-Nouvelle Aquitaine-Futuroscope FDJ | FDJ-Nouvelle Aquitaine-Futuroscope FDJ | FDJ-Nouvelle Aquitaine-Futuroscope FDJ |
| -------------------------------------- | -------------------------------------- | -------------------------------------- |
| Num                                    | Coureuse                               | Pos                                    |
| 131                                    | Shara Marche (AUS)                     | 33e                                    |
| 132                                    | Charlotte Becker (GER)                 | 73e                                    |
| 133                                    | Charlotte Bravard (FRA)                | AB-8                                   |
| 134                                    | Victorie Guilman (FRA)                 | 80e                                    |
| 135                                    | Évita Muzic (FRA)                      | 26e                                    |
| 136                                    | Greta Richioud (FRA)                   | AB-8                                   |

| Lotto Soudal Ladies LSL | Lotto Soudal Ladies LSL      | Lotto Soudal Ladies LSL |
| ----------------------- | ---------------------------- | ----------------------- |
| Num                     | Coureuse                     | Pos                     |
| 141                     | Annelies Dom (BEL)           | 102e                    |
| 142                     | Lotte Kopecky (BEL) (chrono) | 86e                     |
| 143                     | Julie Van de Velde (BEL)     | 17e                     |
| 144                     | Kelly Van den Steen (BEL)    | 52e                     |
| 145                     | Danique Braam (NED)          | 118e                    |
| 146                     | Danielle Christmas (GBR)     | 104e                    |

| Movistar Team MOV | Movistar Team MOV               | Movistar Team MOV |
| ----------------- | ------------------------------- | ----------------- |
| Num               | Coureuse                        | Pos               |
| 151               | Aude Biannic (FRA)              | 71e               |
| 152               | Paula Patiño (COL)              | 23e               |
| 153               | Sheyla Gutiérrez (ESP) (chrono) | 113e              |
| 154               | Małgorzata Jasińska (POL)       | 49e               |
| 155               | Eider Merino (ESP)              | 16e               |
| 156               | Gloria Rodríguez (ESP)          | AB-5              |

| Parkhotel Valkenburg PHV | Parkhotel Valkenburg PHV | Parkhotel Valkenburg PHV |
| ------------------------ | ------------------------ | ------------------------ |
| Num                      | Coureuse                 | Pos                      |
| 161                      | Sofie De Vuyst (BEL)     | 15e                      |
| 162                      | Demi Vollering (NED)     | 13e                      |
| 163                      | Nina Buysman (NED)       | 38e                      |
| 164                      | Marit Raaijmakers (NED)  | 100e                     |
| 165                      | Esther van Veen (NED)    | 114e                     |
| 166                      | Sophie de Boer (NED)     | AB-8                     |

| Servetto-Piumate-Beltrami TSA SER | Servetto-Piumate-Beltrami TSA SER  | Servetto-Piumate-Beltrami TSA SER |
| --------------------------------- | ---------------------------------- | --------------------------------- |
| Num                               | Coureuse                           | Pos                               |
| 171                               | Anna Potokina (RUS)                | 53e                               |
| 172                               | Kseniya Dobrynina (RUS)            | 97e                               |
| 173                               | Yevheniya Vysotska (UKR)           | 79e                               |
| 174                               | Marketa Hajkova (CZE)              | 116e                              |
| 175                               | Alexandra Goncharova (RUS) (route) | AB-4                              |
| 176                               | Francesca Cauz (ITA)               | AB-4                              |

| Sunweb SUN | Sunweb SUN                    | Sunweb SUN |
| ---------- | ----------------------------- | ---------- |
| Num        | Coureuse                      | Pos        |
| 181        | Lucinda Brand (NED)           | 6e         |
| 182        | Pernille Mathiesen (DEN)      | AB-5       |
| 183        | Leah Kirchmann (CAN) (chrono) | 44e        |
| 184        | Juliette Labous (FRA)         | 11e        |
| 185        | Floortje Mackaij (NED)        | 39e        |
| 186        | Julia Soek (NED)              | 92e        |

| Virtu Cycling Women TVC | Virtu Cycling Women TVC | Virtu Cycling Women TVC |
| ----------------------- | ----------------------- | ----------------------- |
| Num                     | Coureuse                | Pos                     |
| 192                     | Anouska Koster (NED)    | 61e                     |
| 193                     | Birgitte Andersen       | 81e                     |
| 194                     | Katrine Aalerud (NOR)   | 64e                     |
| 195                     | Sofia Bertizzolo (ITA)  | 54e                     |
| 196                     | Rachel Neylan (AUS)     | 46e                     |

| Top Girls Fassa Bortolo TOP | Top Girls Fassa Bortolo TOP | Top Girls Fassa Bortolo TOP |
| --------------------------- | --------------------------- | --------------------------- |
| Num                         | Coureuse                    | Pos                         |
| 201                         | Elisa Dalla Valle (ITA)     | 115e                        |
| 202                         | Elena Leonardi (ITA)        | AB-4                        |
| 203                         | Greta Marturano (ITA)       | 101e                        |
| 204                         | Maja Perinovic (CRO)        | AB-8                        |
| 205                         | Martina Stefani (ITA)       | AB-2                        |
| 206                         | Laura Tomasi (ITA)          | AB-7                        |

| Trek-Segafredo TFS | Trek-Segafredo TFS                  | Trek-Segafredo TFS |
| ------------------ | ----------------------------------- | ------------------ |
| Num                | Coureuse                            | Pos                |
| 211                | Audrey Cordon-Ragot (FRA)           | 99e                |
| 212                | Elisa Longo Borghini (ITA) (chrono) | 8e                 |
| 213                | Anna Plichta (POL) (chrono)         | 108e               |
| 214                | Tayler Wiles (USA)                  | 37e                |
| 215                | Ruth Edwards (USA) (route)          | 29e                |
| 216                | Trixi Worrack (GER)                 | 105e               |

| Valcar Cylance VAL | Valcar Cylance VAL        | Valcar Cylance VAL |
| ------------------ | ------------------------- | ------------------ |
| Num                | Coureuse                  | Pos                |
| 221                | Alice Maria Arzuffi (ITA) | 25e                |
| 222                | Elena Pirrone (ITA)       | 36e                |
| 223                | Ilaria Sanguineti (ITA)   | 117e               |
| 224                | Asja Paladin (ITA)        | 40e                |
| 225                | Dalia Muccioli (ITA)      | 107e               |
| 226                | Alessia Vigilia (ITA)     | 85e                |

| WNT-Rotor Pro Cycling WNT | WNT-Rotor Pro Cycling WNT | WNT-Rotor Pro Cycling WNT |
| ------------------------- | ------------------------- | ------------------------- |
| Num                       | Coureuse                  | Pos                       |
| 231                       | Erica Magnaldi (ITA)      | 10e                       |
| 232                       | Lara Vieceli (ITA)        | 70e                       |
| 233                       | Ane Santesteban (ESP)     | 12e                       |
| 234                       | Kathrin Hammes (GER)      | 42e                       |
| 235                       | Janneke Ensing (NED)      | 19e                       |
| 236                       | Kirsten Wild (NED)        | 98e                       |

| Mitchelton-Scott MTS | Mitchelton-Scott MTS                | Mitchelton-Scott MTS |
| -------------------- | ----------------------------------- | -------------------- |
| Num                  | Coureuse                            | Pos                  |
| 1                    | Annemiek van Vleuten (NED) (chrono) | 1re                  |
| 2                    | Amanda Spratt (AUS)                 | 3e                   |
| 3                    | Lucy Kennedy (AUS)                  | 31e                  |
| 4                    | Grace Brown (AUS) (chrono)          | 93e                  |
| 5                    | Sarah Roy (AUS)                     | 106e                 |
| 6                    | Moniek Tenniglo (NED)               | 96e                  |

| Alé Cipollini ALE | Alé Cipollini ALE                    | Alé Cipollini ALE |
| ----------------- | ------------------------------------ | ----------------- |
| Num               | Coureuse                             | Pos               |
| 11                | Na Ah-reum (KOR)                     | 67e               |
| 12                | Nadia Quagliotto (ITA)               | 51e               |
| 13                | Romy Kasper (GER)                    | 75e               |
| 14                | Soraya Paladin (ITA)                 | 9e                |
| 15                | Jelena Erić (SRB) (route et chrono)  | 78e               |
| 16                | Eri Yonamine (JPN) (route et chrono) | 74e               |

| Aromitalia Vaiano VAI | Aromitalia Vaiano VAI  | Aromitalia Vaiano VAI |
| --------------------- | ---------------------- | --------------------- |
| Num                   | Coureuse               | Pos                   |
| 21                    | Rasa Leleivytė (LTU)   | 72e                   |
| 22                    | Michela Balducci (ITA) | 91e                   |
| 23                    | Sofia Beggin (ITA)     | 109e                  |
| 24                    | Letizia Borghesi (ITA) | 66e                   |
| 25                    | Carmela Cipriani (ITA) | 63e                   |
| 26                    | Nicole Nesti (ITA)     | AB                    |

| Conceria Zabri-Fanini CZG | Conceria Zabri-Fanini CZG | Conceria Zabri-Fanini CZG |
| ------------------------- | ------------------------- | ------------------------- |
| Num                       | Coureuse                  | Pos                       |
| 31                        | Basei Marzia Salton (ITA) | 122e                      |
| 32                        | Claudia Meucci (ITA)      | AB-4                      |
| 33                        | Simona Bortolotti (ITA)   | 119e                      |
| 34                        | Leonora Geppi (ITA)       | AB-8                      |
| 35                        | Lisa De Ranieri (ITA)     | 120e                      |
| 36                        | Silvia Folloni (ITA)      | AB-4                      |

| Bepink BPK | Bepink BPK             | Bepink BPK |
| ---------- | ---------------------- | ---------- |
| Num        | Coureuse               | Pos        |
| 41         | Tatiana Guderzo (ITA)  | 30e        |
| 42         | Simona Frapporti (ITA) | AB-7       |
| 43         | Silvia Valsecchi (ITA) | 95e        |
| 44         | Katia Ragusa (ITA)     | 28e        |
| 45         | Chiara Perini (ITA)    | 110e       |
| 46         | Nicole Steigenga (NED) | 103e       |

| Bigla BIG | Bigla BIG                   | Bigla BIG |
| --------- | --------------------------- | --------- |
| Num       | Coureuse                    | Pos       |
| 51        | Cecilie Uttrup Ludwig (DEN) | 14e       |
| 52        | Elizabeth Banks (GBR)       | 68e       |
| 53        | Leah Thomas (USA)           | 22e       |
| 54        | Elise Chabbey (SUI)         | 27e       |
| 55        | Mikayla Harvey (NZL)        | 32e       |
| 56        | Nikola Nosková (CZE)        | 35e       |

| Bizkaia-Durango BDP | Bizkaia-Durango BDP          | Bizkaia-Durango BDP |
| ------------------- | ---------------------------- | ------------------- |
| Num                 | Coureuse                     | Pos                 |
| 61                  | Nicole D'agostin (ITA)       | 87e                 |
| 62                  | Enara López Gallastegi (ESP) | 62e                 |
| 63                  | Lucía González (ESP)         | 94e                 |
| 64                  | Sandra Alonso (ESP)          | 112e                |
| 65                  | Cristina Martínez (ESP)      | 57e                 |
| 66                  | Natalie Grinczer (GBR)       | 69e                 |

| Boels Dolmans DLT | Boels Dolmans DLT                  | Boels Dolmans DLT |
| ----------------- | ---------------------------------- | ----------------- |
| Num               | Coureuse                           | Pos               |
| 71                | Anna van der Breggen (NED) (route) | 2e                |
| 72                | Chantal Blaak (NED)                | AB-7              |
| 73                | Karol-Ann Canuel (CAN) (route)     | 41e               |
| 74                | Katie Hall (USA)                   | 7e                |
| 75                | Amy Pieters (NED)                  | 55e               |
| 76                | Eva Buurman (NED)                  | 76e               |

| BTC City Ljubljana BTC | BTC City Ljubljana BTC                | BTC City Ljubljana BTC |
| ---------------------- | ------------------------------------- | ---------------------- |
| Num                    | Coureuse                              | Pos                    |
| 81                     | Eugenia Bujak (SLO) (route et chrono) | 59e                    |
| 82                     | Hanna Nilsson (SWE)                   | 34e                    |
| 83                     | Urška Žigart (SLO)                    | 50e                    |
| 84                     | Urša Pintar (SLO)                     | 43e                    |
| 85                     | Rossella Ratto (ITA)                  | 83e                    |
| 86                     | Maaike Boogaard (NED)                 | 84e                    |

| Canyon-SRAM Racing CSR | Canyon-SRAM Racing CSR     | Canyon-SRAM Racing CSR |
| ---------------------- | -------------------------- | ---------------------- |
| Num                    | Coureuse                   | Pos                    |
| 91                     | Alena Amialiusik (BLR)     | 24e                    |
| 92                     | Hannah Barnes (GBR)        | 45e                    |
| 93                     | Omer Shapira (ISR) (route) | 21e                    |
| 94                     | Tiffany Cromwell (AUS)     | 58e                    |
| 95                     | Katarzyna Niewiadoma (POL) | 5e                     |
| 96                     | Alexis Magner (USA)        | 90e                    |

| CCC-Liv CCC | CCC-Liv CCC                    | CCC-Liv CCC |
| ----------- | ------------------------------ | ----------- |
| Num         | Coureuse                       | Pos         |
| 101         | Ashleigh Moolman (RSA) (route) | 4e          |
| 102         | Marianne Vos (NED)             | 20e         |
| 103         | Pauliena Rooijakkers (NED)     | 60e         |
| 104         | Jeanne Korevaar (NED)          | 56e         |
| 105         | Marta Lach (POL)               | 47e         |
| 106         | Riejanne Markus (NED)          | 48e         |

| Cogeas-Mettler-Look Pro Cycling Team CGS | Cogeas-Mettler-Look Pro Cycling Team CGS   | Cogeas-Mettler-Look Pro Cycling Team CGS |
| ---------------------------------------- | ------------------------------------------ | ---------------------------------------- |
| Num                                      | Coureuse                                   | Pos                                      |
| 111                                      | Deborah Paine (NZL)                        | 77e                                      |
| 112                                      | Anastasiia Pliaskina (RUS) (chrono)        | AB-4                                     |
| 113                                      | Ántri Christofórou (CYP) (route et chrono) | 88e                                      |
| 114                                      | Sari Saarelainen (FIN)                     | AB-4                                     |
| 115                                      | Olga Deiko (RUS)                           | 121e                                     |
| 116                                      | Marina Uvarova (RUS)                       | NP-6                                     |

| Eurotarget-Bianchi-Vitasana SBT | Eurotarget-Bianchi-Vitasana SBT          | Eurotarget-Bianchi-Vitasana SBT |
| ------------------------------- | ---------------------------------------- | ------------------------------- |
| Num                             | Coureuse                                 | Pos                             |
| 121                             | Arianna Fidanza (ITA)                    | 65e                             |
| 122                             | Ana Maria Covrig (ROU) (route et chrono) | 111e                            |
| 123                             | Lisa Morzenti (ITA)                      | 89e                             |
| 124                             | Elena Franchi (ITA)                      | 18e                             |
| 125                             | Alice Gasparini (ITA)                    | 82e                             |
| 126                             | Clemilda Fernandes (BRA)                 | AB-4                            |

| FDJ-Nouvelle Aquitaine-Futuroscope FDJ | FDJ-Nouvelle Aquitaine-Futuroscope FDJ | FDJ-Nouvelle Aquitaine-Futuroscope FDJ |
| -------------------------------------- | -------------------------------------- | -------------------------------------- |
| Num                                    | Coureuse                               | Pos                                    |
| 131                                    | Shara Marche (AUS)                     | 33e                                    |
| 132                                    | Charlotte Becker (GER)                 | 73e                                    |
| 133                                    | Charlotte Bravard (FRA)                | AB-8                                   |
| 134                                    | Victorie Guilman (FRA)                 | 80e                                    |
| 135                                    | Évita Muzic (FRA)                      | 26e                                    |
| 136                                    | Greta Richioud (FRA)                   | AB-8                                   |

| Lotto Soudal Ladies LSL | Lotto Soudal Ladies LSL      | Lotto Soudal Ladies LSL |
| ----------------------- | ---------------------------- | ----------------------- |
| Num                     | Coureuse                     | Pos                     |
| 141                     | Annelies Dom (BEL)           | 102e                    |
| 142                     | Lotte Kopecky (BEL) (chrono) | 86e                     |
| 143                     | Julie Van de Velde (BEL)     | 17e                     |
| 144                     | Kelly Van den Steen (BEL)    | 52e                     |
| 145                     | Danique Braam (NED)          | 118e                    |
| 146                     | Danielle Christmas (GBR)     | 104e                    |

| Movistar Team MOV | Movistar Team MOV               | Movistar Team MOV |
| ----------------- | ------------------------------- | ----------------- |
| Num               | Coureuse                        | Pos               |
| 151               | Aude Biannic (FRA)              | 71e               |
| 152               | Paula Patiño (COL)              | 23e               |
| 153               | Sheyla Gutiérrez (ESP) (chrono) | 113e              |
| 154               | Małgorzata Jasińska (POL)       | 49e               |
| 155               | Eider Merino (ESP)              | 16e               |
| 156               | Gloria Rodríguez (ESP)          | AB-5              |

| Parkhotel Valkenburg PHV | Parkhotel Valkenburg PHV | Parkhotel Valkenburg PHV |
| ------------------------ | ------------------------ | ------------------------ |
| Num                      | Coureuse                 | Pos                      |
| 161                      | Sofie De Vuyst (BEL)     | 15e                      |
| 162                      | Demi Vollering (NED)     | 13e                      |
| 163                      | Nina Buysman (NED)       | 38e                      |
| 164                      | Marit Raaijmakers (NED)  | 100e                     |
| 165                      | Esther van Veen (NED)    | 114e                     |
| 166                      | Sophie de Boer (NED)     | AB-8                     |

| Servetto-Piumate-Beltrami TSA SER | Servetto-Piumate-Beltrami TSA SER  | Servetto-Piumate-Beltrami TSA SER |
| --------------------------------- | ---------------------------------- | --------------------------------- |
| Num                               | Coureuse                           | Pos                               |
| 171                               | Anna Potokina (RUS)                | 53e                               |
| 172                               | Kseniya Dobrynina (RUS)            | 97e                               |
| 173                               | Yevheniya Vysotska (UKR)           | 79e                               |
| 174                               | Marketa Hajkova (CZE)              | 116e                              |
| 175                               | Alexandra Goncharova (RUS) (route) | AB-4                              |
| 176                               | Francesca Cauz (ITA)               | AB-4                              |

| Sunweb SUN | Sunweb SUN                    | Sunweb SUN |
| ---------- | ----------------------------- | ---------- |
| Num        | Coureuse                      | Pos        |
| 181        | Lucinda Brand (NED)           | 6e         |
| 182        | Pernille Mathiesen (DEN)      | AB-5       |
| 183        | Leah Kirchmann (CAN) (chrono) | 44e        |
| 184        | Juliette Labous (FRA)         | 11e        |
| 185        | Floortje Mackaij (NED)        | 39e        |
| 186        | Julia Soek (NED)              | 92e        |

| Virtu Cycling Women TVC | Virtu Cycling Women TVC | Virtu Cycling Women TVC |
| ----------------------- | ----------------------- | ----------------------- |
| Num                     | Coureuse                | Pos                     |
| 192                     | Anouska Koster (NED)    | 61e                     |
| 193                     | Birgitte Andersen       | 81e                     |
| 194                     | Katrine Aalerud (NOR)   | 64e                     |
| 195                     | Sofia Bertizzolo (ITA)  | 54e                     |
| 196                     | Rachel Neylan (AUS)     | 46e                     |

| Top Girls Fassa Bortolo TOP | Top Girls Fassa Bortolo TOP | Top Girls Fassa Bortolo TOP |
| --------------------------- | --------------------------- | --------------------------- |
| Num                         | Coureuse                    | Pos                         |
| 201                         | Elisa Dalla Valle (ITA)     | 115e                        |
| 202                         | Elena Leonardi (ITA)        | AB-4                        |
| 203                         | Greta Marturano (ITA)       | 101e                        |
| 204                         | Maja Perinovic (CRO)        | AB-8                        |
| 205                         | Martina Stefani (ITA)       | AB-2                        |
| 206                         | Laura Tomasi (ITA)          | AB-7                        |

| Trek-Segafredo TFS | Trek-Segafredo TFS                  | Trek-Segafredo TFS |
| ------------------ | ----------------------------------- | ------------------ |
| Num                | Coureuse                            | Pos                |
| 211                | Audrey Cordon-Ragot (FRA)           | 99e                |
| 212                | Elisa Longo Borghini (ITA) (chrono) | 8e                 |
| 213                | Anna Plichta (POL) (chrono)         | 108e               |
| 214                | Tayler Wiles (USA)                  | 37e                |
| 215                | Ruth Edwards (USA) (route)          | 29e                |
| 216                | Trixi Worrack (GER)                 | 105e               |

| Valcar Cylance VAL | Valcar Cylance VAL        | Valcar Cylance VAL |
| ------------------ | ------------------------- | ------------------ |
| Num                | Coureuse                  | Pos                |
| 221                | Alice Maria Arzuffi (ITA) | 25e                |
| 222                | Elena Pirrone (ITA)       | 36e                |
| 223                | Ilaria Sanguineti (ITA)   | 117e               |
| 224                | Asja Paladin (ITA)        | 40e                |
| 225                | Dalia Muccioli (ITA)      | 107e               |
| 226                | Alessia Vigilia (ITA)     | 85e                |

| WNT-Rotor Pro Cycling WNT | WNT-Rotor Pro Cycling WNT | WNT-Rotor Pro Cycling WNT |
| ------------------------- | ------------------------- | ------------------------- |
| Num                       | Coureuse                  | Pos                       |
| 231                       | Erica Magnaldi (ITA)      | 10e                       |
| 232                       | Lara Vieceli (ITA)        | 70e                       |
| 233                       | Ane Santesteban (ESP)     | 12e                       |
| 234                       | Kathrin Hammes (GER)      | 42e                       |
| 235                       | Janneke Ensing (NED)      | 19e                       |
| 236                       | Kirsten Wild (NED)        | 98e                       |

## Organisation et règlement de la course

### Comité d'organisation
L'épreuve est organisée par l'association 4 Erre ASD. L'association et le comité d'organisation sont présidés par Giuseppe Rivolta. Les directeurs de la course sont Bruno Righetti et Angelo Salvatore Letizia.

### Incidents de course
Le règlement de la course permet à une coureuse victime d'un accident de course dans les trois derniers kilomètres d'une étape et qui se verrait retardée pour cette raison de ne pas perdre de temps au classement général. La règle ne s'applique pas aux étapes : 2, 3, 5, 7, 9 et 10.

### Délais
Lors d'une course cycliste, les coureuses sont tenus d'arriver dans un laps de temps imparti déterminé à partir du temps de la première pour pouvoir être classées. Ces délais sont variables selon la difficulté d'une étape, une étape plus difficile bénéficiant d'un pourcentage de délais plus important. Lors de cette édition du Tour d'Italie féminin, les délais prévus sont de 50 % sur les 1re, 5e et 9e étapes, de 35 % sur les 2e, 3e, 7e et 10e étapes, de 30 % sur les 4e et 5e étapes.

### Classements et bonifications

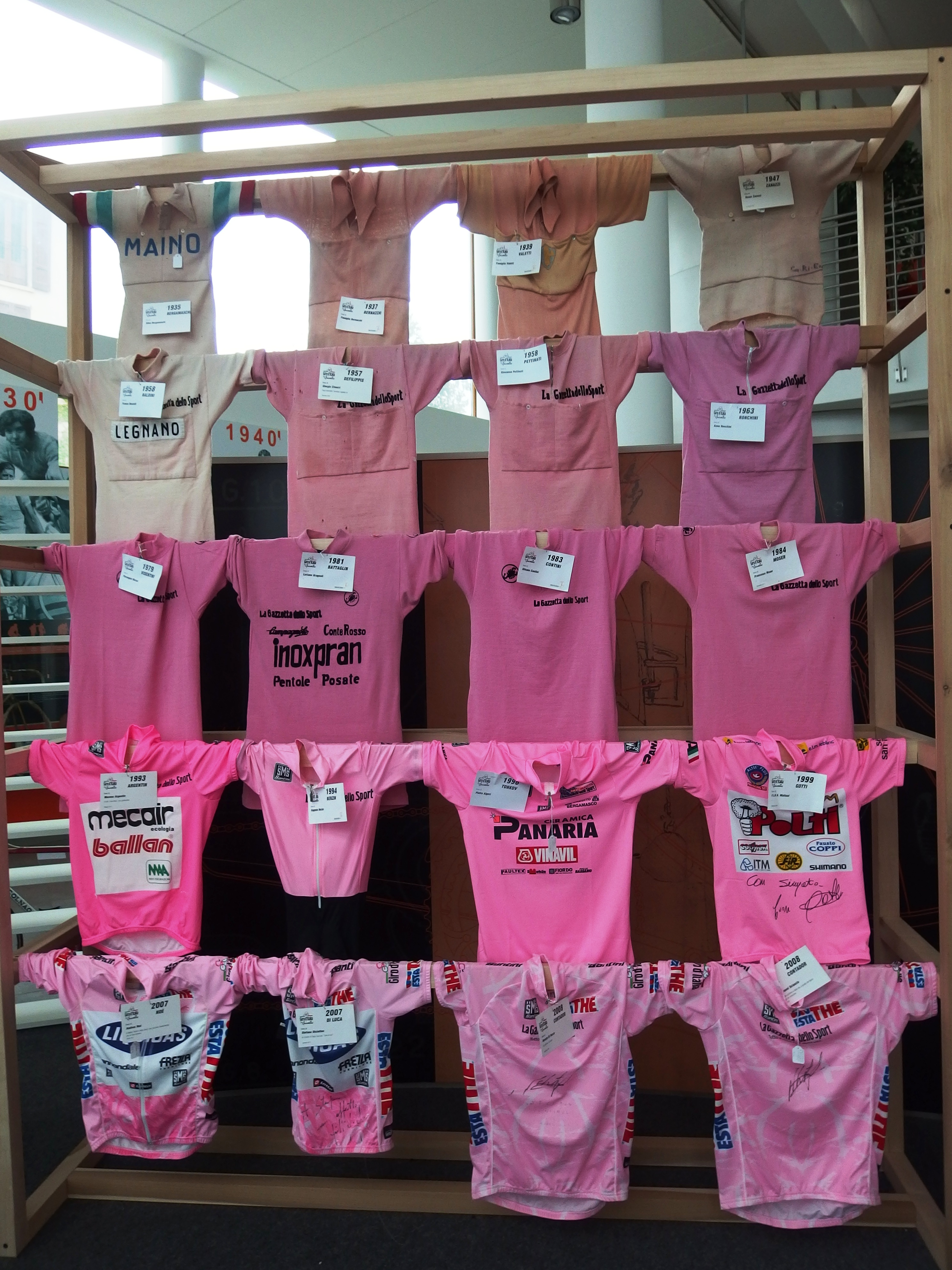
La coureuse en tête du classement général porte un maillot rose, comme sur le Tour d'Italie masculin

Le classement général individuel au temps est calculé par le cumul des temps enregistrés dans chacune des étapes parcourues. Des bonifications et d'éventuelles pénalisations sont incluses dans le calcul du classement. La coureuse qui est première de ce classement est porteuse du maillot rose.
Des bonifications sont attribuées dans cette épreuve. Chaque arrivée d'étape, à l'exception du contre-la-montre individuel, donne lieu à dix secondes, six secondes et quatre secondes pour les trois premières coureuses classées. Par ailleurs, durant la course, il existe des sprints intermédiaires dont les trois premiers sont récompensés respectivement de trois secondes, deux secondes et une seconde.

#### Classement de la meilleure grimpeuse
Le classement du meilleur grimpeur, ou classement des monts, est un classement spécifique basé sur les arrivées au sommet des ascensions répertoriées dans l'ensemble de la course. Elles sont classées en quatre catégories. Celles hors-catégorie rapportent 16, 14, 12, 10 et 8 points au cinq premières. Celles de premières catégorie : 13, 11, 9, 7 et 5 points. Celles de deuxième catégorie rapportent 7, 5, 3, 2 et 1 point enfin celles de troisième catégorie 5, 4, 3, 2 et 1 point. Le premier du classement des monts est détenteur du maillot vert. En cas d'égalité, les coureuses sont prioritairement départagées par le nombre de premières places aux sommets. Si l'égalité persiste, le critère suivant est la place obtenue au classement général. Pour être classée, une coureuse doit avoir terminée la course dans les délais.

#### Classement par points
Le maillot cyclamen récompense le classement par points. Celui-ci se calcule selon le classement lors de sprints intermédiaires, dits « Traguardo Volante », et lors des arrivées d'étape, sauf celle du contre-la-montre. Les trois premières coureuses des sprints intermédiaires reçoivent respectivement 4, 2 et un point [réf. nécessaire]. Lors d'une arrivée d'étape, les dix premières se voient accorder des points selon le décompte suivant : 15, 12, 10, 8, 6, 5, 4, 3, 2, 1 point. En cas d'égalité, les coureuses sont prioritairement départagées par le nombre de victoires d'étapes. Si l'égalité persiste, le nombre de victoires à des sprints intermédiaires puis éventuellement la place obtenue au classement général entrent en compte. Pour être classée, une coureuse doit avoir terminée la course dans les délais.

#### Classement de la meilleure jeune
Le classement de la meilleure jeune ne concerne qu'une certaine catégorie de coureuses, celles étant âgées de moins de 23 ans. C'est-à-dire aux coureuses nées après le 1er janvier 1996. Ce classement, basé sur le classement général, attribue au premier un maillot blanc.

#### Classement de la meilleure italienne
Le classement de la meilleure italienne ne concerne que les coureuses de nationalité italienne. Ce classement, basé sur le classement général, attribue à la première un maillot bleu.

#### Répartition des maillots
Chaque coureuse en tête d'un classement est porteuse du maillot ou du dossard distinctif correspondant. Cependant, dans le cas où une coureuse dominerait plusieurs classements, celle-ci ne porte qu'un seul maillot distinctif, selon une priorité de classements. Le classement général au temps est le classement prioritaire, suivi du classement général par points, du classement général du meilleur grimpeur, du classement de la meilleure jeune et du classement de la meilleure italienne. Si ce cas de figure se produit, le maillot correspondant au classement annexe de priorité inférieure n'est pas porté par celle qui domine ce classement mais par son deuxième.

### Primes
Le contre-la-montre par équipes permet de remporter les primes suivantes :
| Position | 1er   | 2e    | 3e    | 4e    | 5e    | 6e | 7e | 8e | 9e | 10e |
| Prix     | 988 € | 668 € | 494 € | 407 € | 348 € | €  | €  | €  | €  | €   |

Les autres étapes sont dotées de la manière suivante :
| Position | 1er   | 2e    | 3e    | 4e    | 5e    | 6e    | 7e    | 8e    | 9e    | 10e   |
| Prix     | 605 € | 365 € | 255 € | 230 € | 220 € | 195 € | 165 € | 140 € | 140 € | 140 € |

En sus, les coureuses placées de la 11e à la 15e place gagnent 90 €.
Le classement général final attribue les sommes suivantes, une prime exceptionnelle pour les trois premières est déjà incluse ici :
| Position | 1er     | 2e      | 3e      | 4e    | 5e    | 6e    | 7e    | 8e    | 9e    | 10e   |
| Prix     | 7 210 € | 2 730 € | 1 510 € | 460 € | 440 € | 390 € | 330 € | 280 € | 280 € | 280 € |

En sus, les coureuses placées de la 11e à la 15e place gagnent 180 €.

### Prix
Par ailleurs, à l'issue du classement général final, le meilleur grimpeur remporte 1 000 €, le 2e 500 € et le 3e 300 €. Pour le classement par points, les montants sont de  500 € pour la 1re, 300 € pour la  2e et 250 € pour la 3e. La meilleure jeune remporte 1 000 €, la meilleure Italienne 500 €. La meilleure équipe empoche 1 200 €, la deuxième 600 € et la troisième 600 €.

## Partenaires
Le Tour d'Italie féminin 2019 est sous le patronage de la région Lombardie. Le groupe ICCREA est le sponsor principal de la 30e édition du Giro Rosa. 
Les maillots sont sponsorisés par:
- Le groupe bancaire et coopérative ICCREA (en);
- Effebiquattro Milano;
- Selle SMP;
- Abbigliamento da ciclismo online | GSG;
- KRU CYCLING.